# Folkdräkter från Värmland

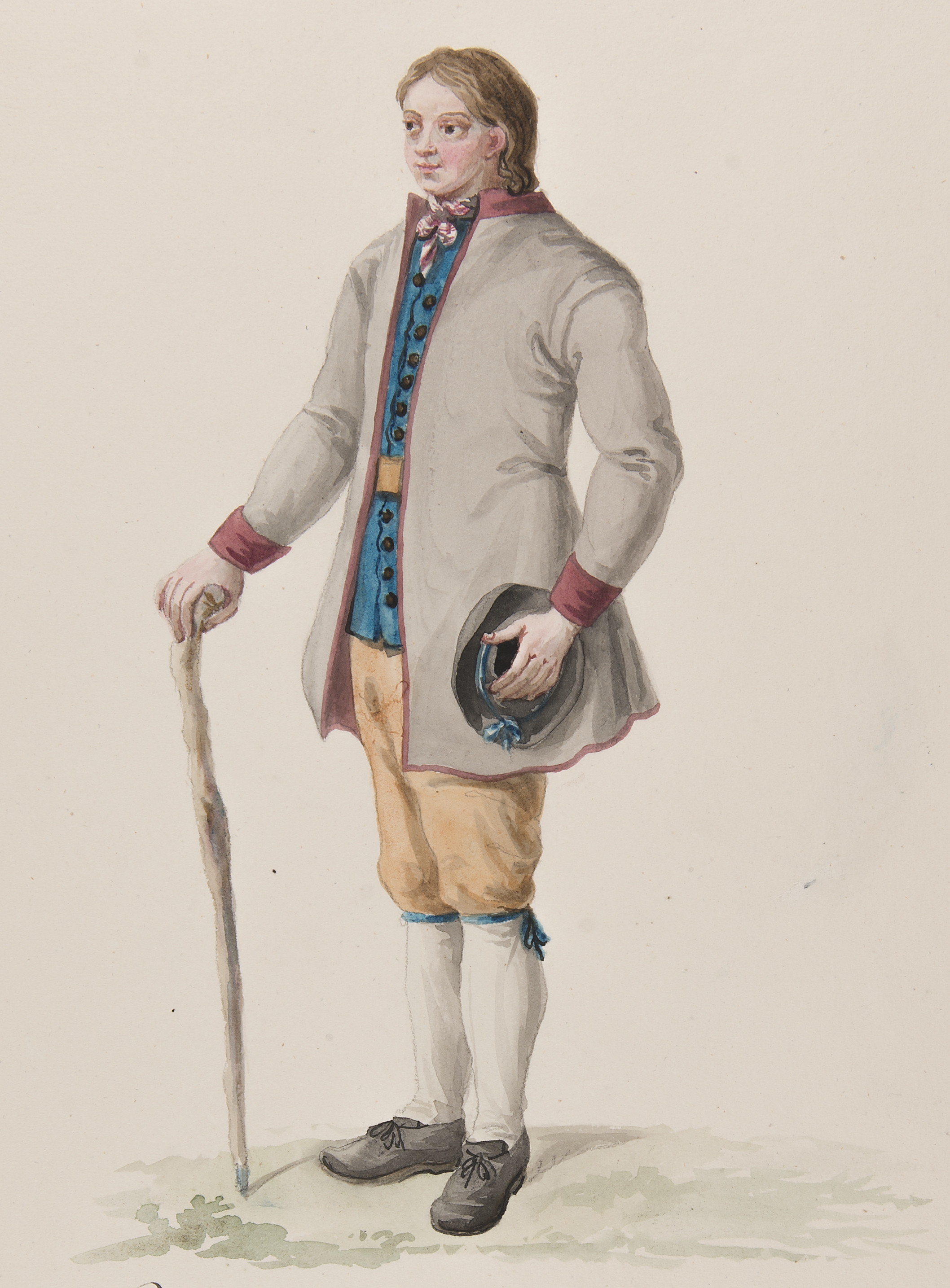
Dräkt. Habitant de la Province de Wermeland- Akvarell i storformat av C.W Swedman - Nordiska museet - NMA.0070170 (1)

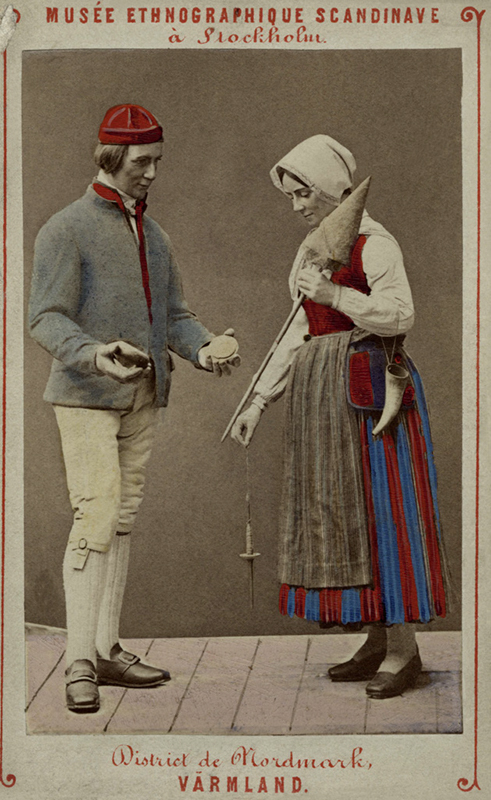
Fotografi av man och kvinna i sockendräkter från Nordmark, Värmland. Skandinavisk-etnografiska samlingen, Stockholm - Nordiska Museet - NMA.0039920

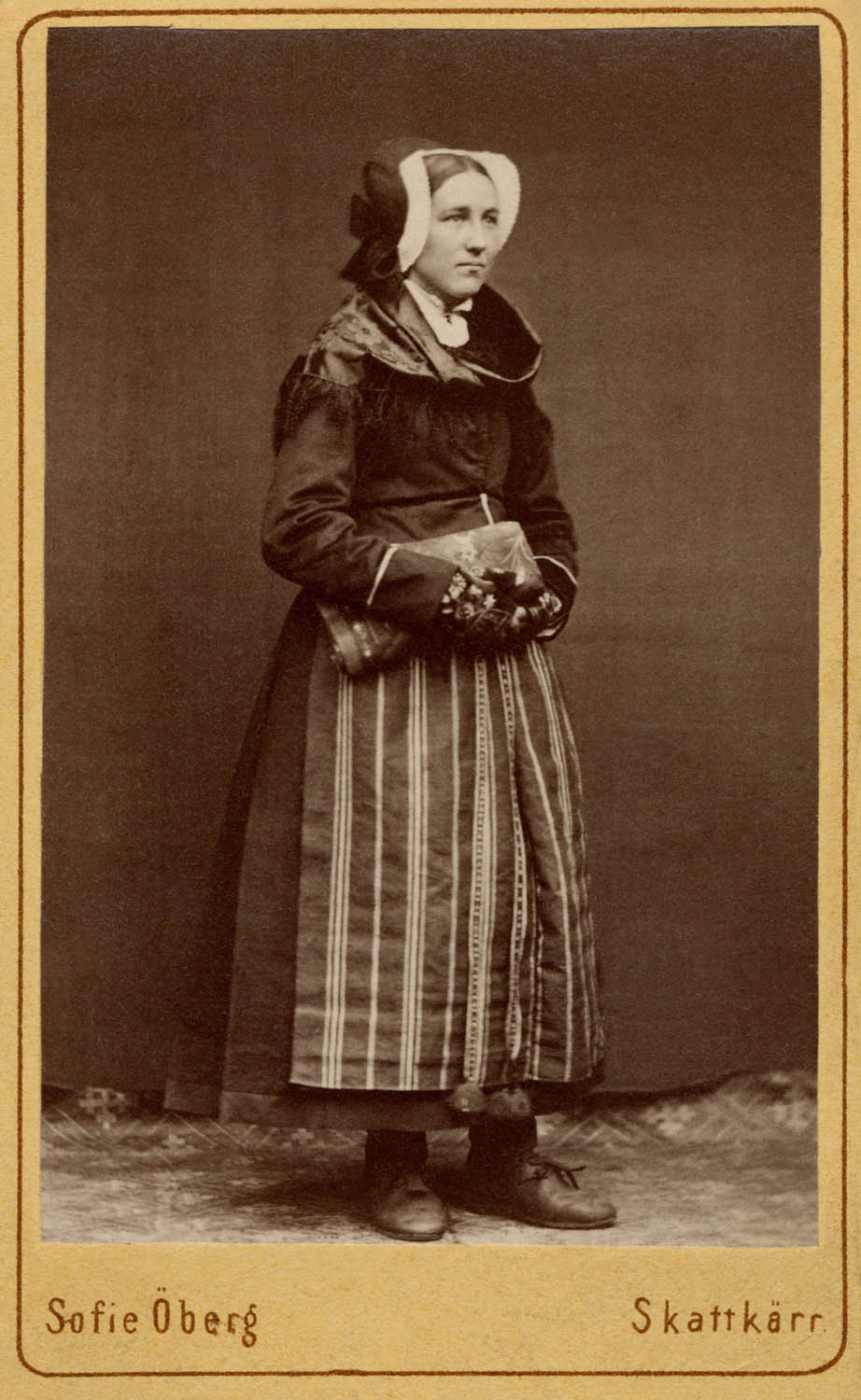
Kvinna står klädd i folkdräkt - Nordiska Museet - NMA.0042866

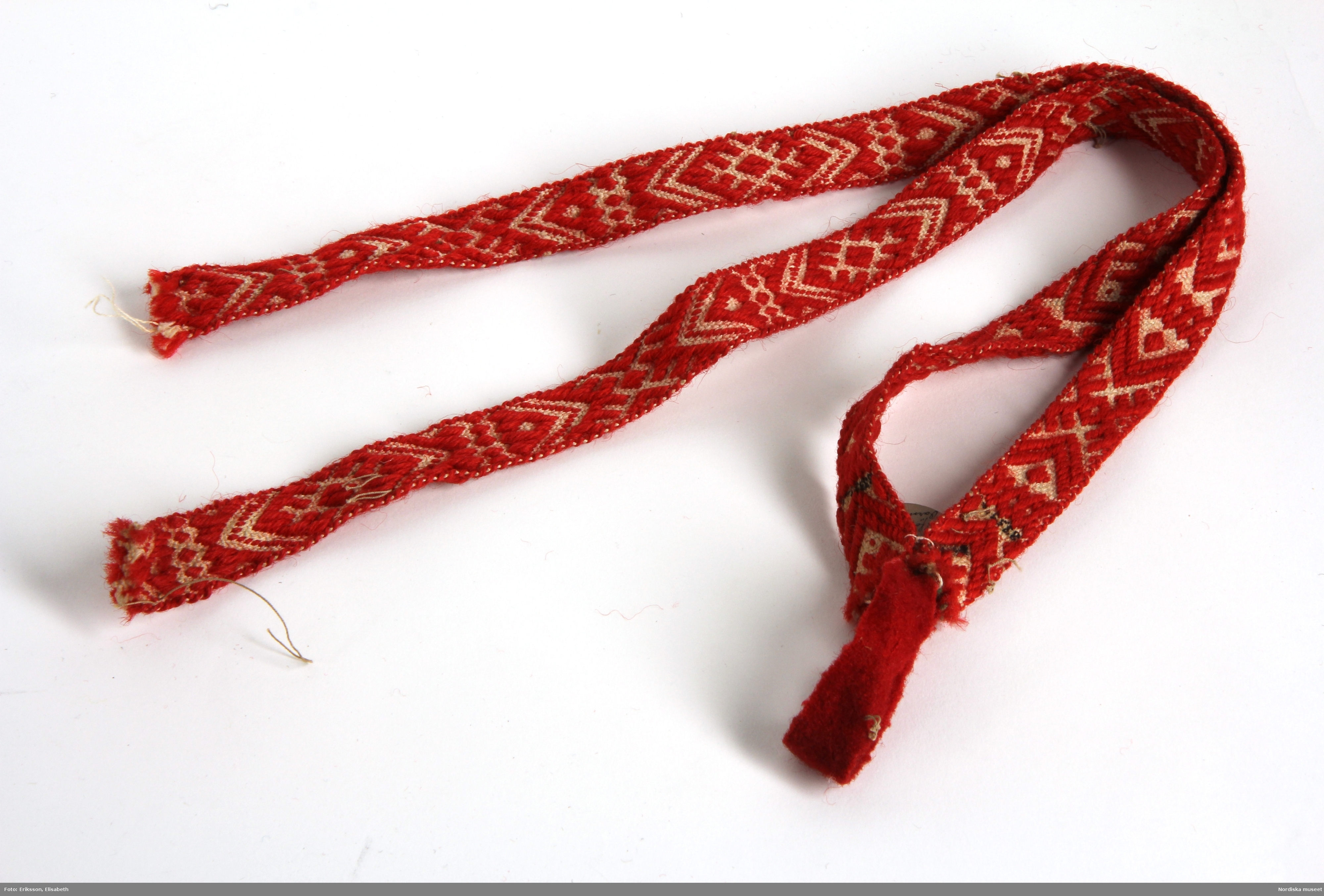
Huvudliggaren, a-g Dräkt- och Slåtterutrustning fr. Södra Finnskoga sn., Elfdals hd., Värmland - Nordiska museet - NM.0083531A-8 (1)

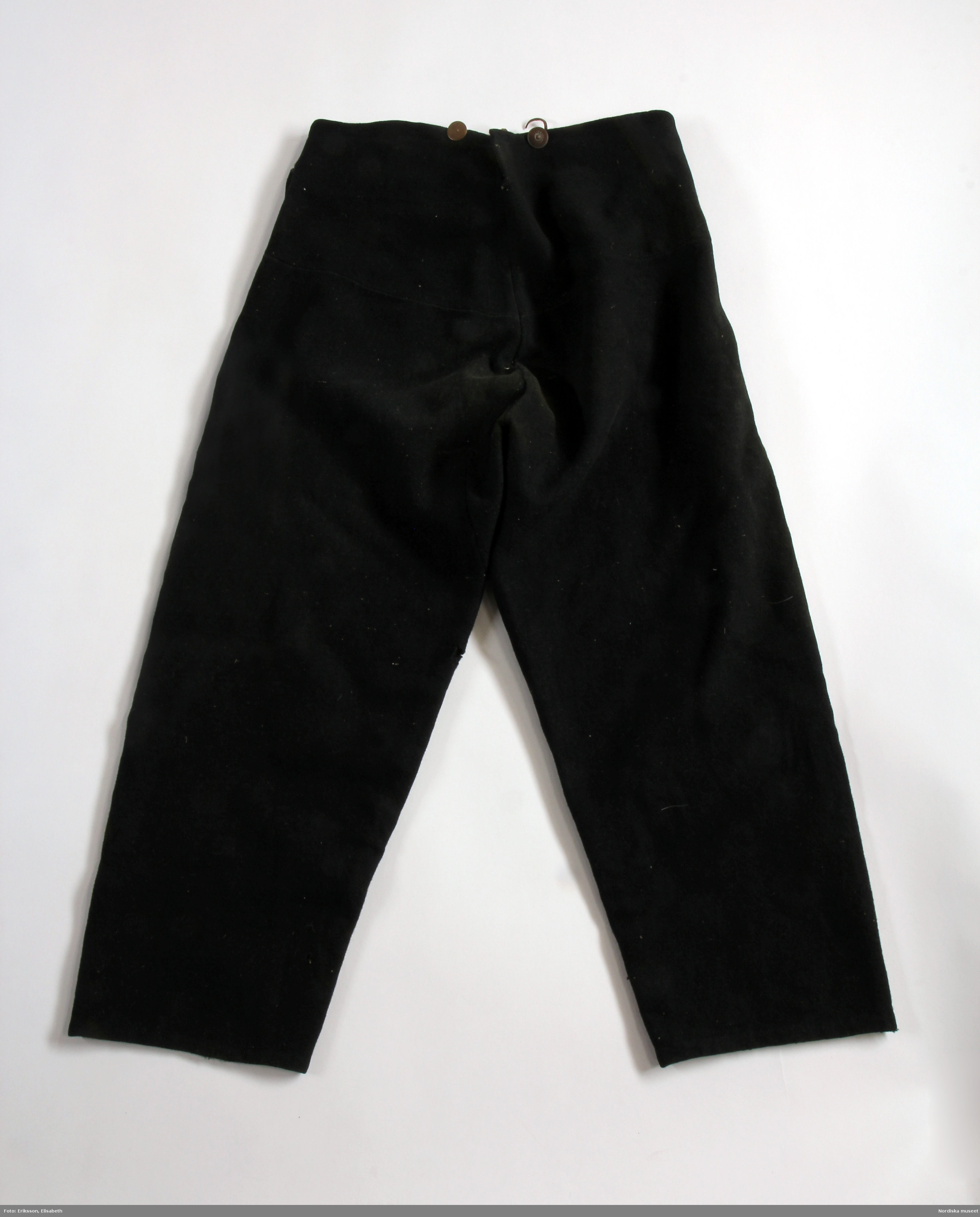
Huvudliggaren, a-g Dräkt- och Slåtterutrustning fr. Södra Finnskoga sn., Elfdals hd., Värmland - Nordiska museet - NM.0083531A-2 (2)

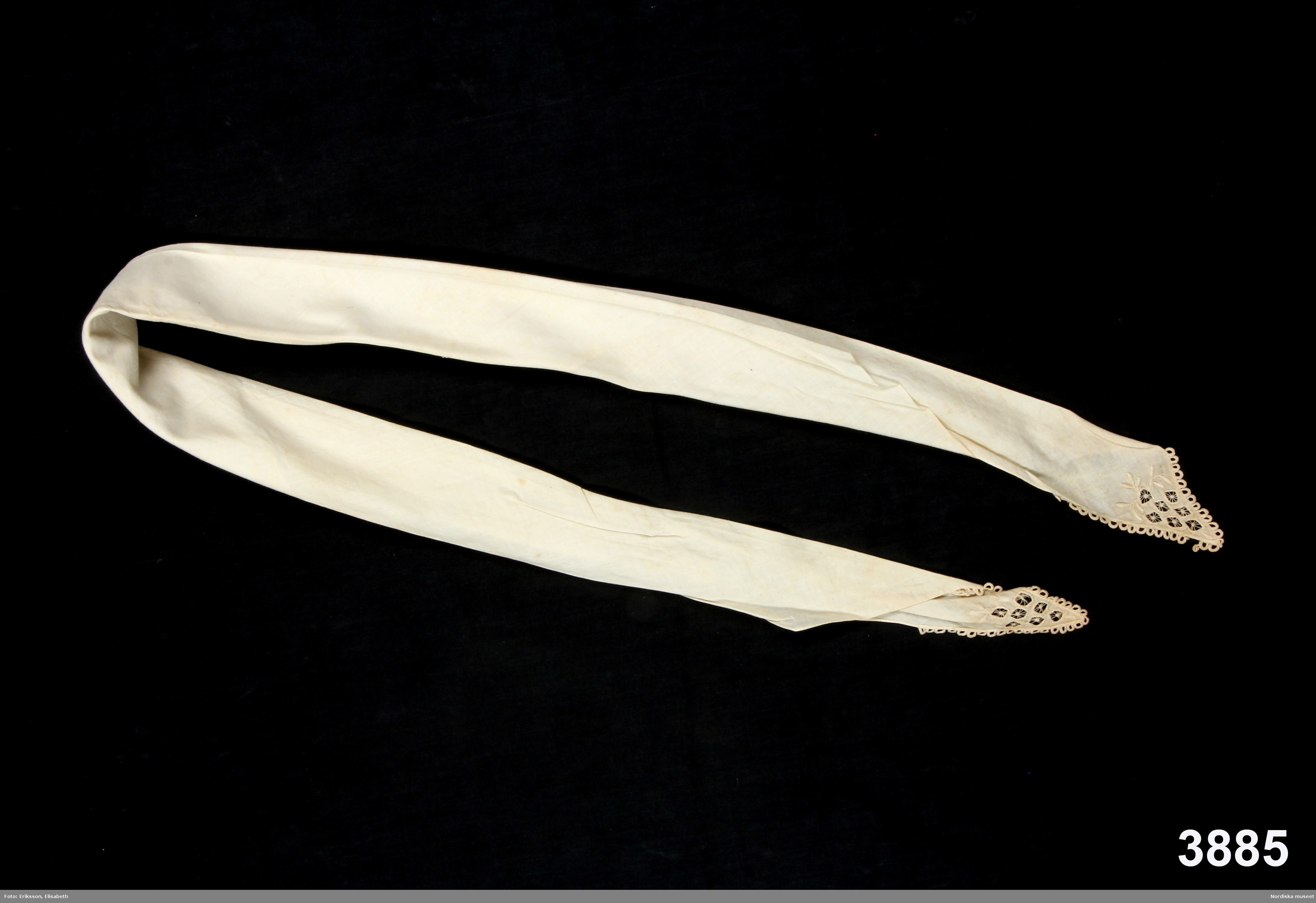
Halsduk för man som "tillhör dräkten"

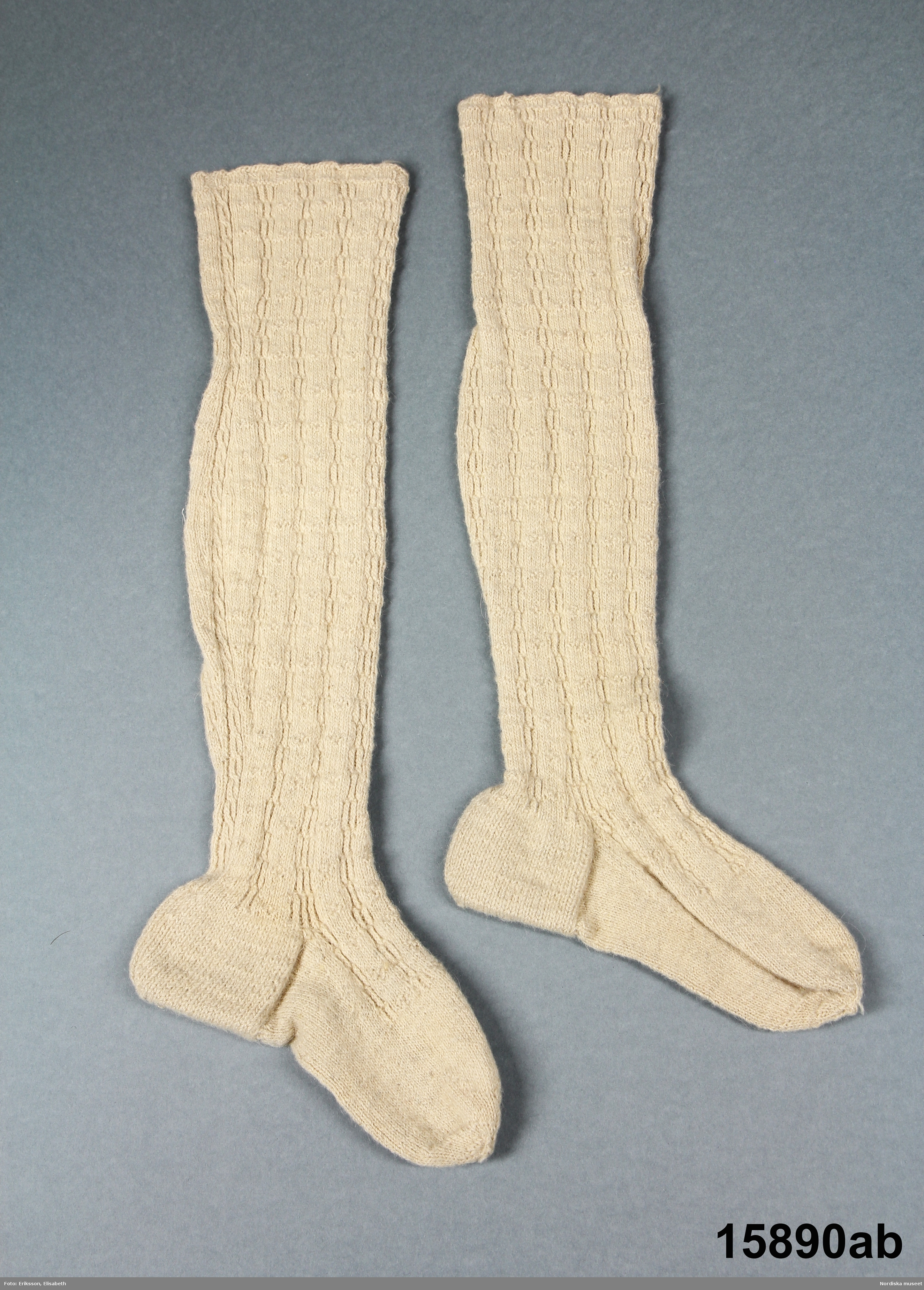
Strumpor från Älvdals hd Norra Finnskoga

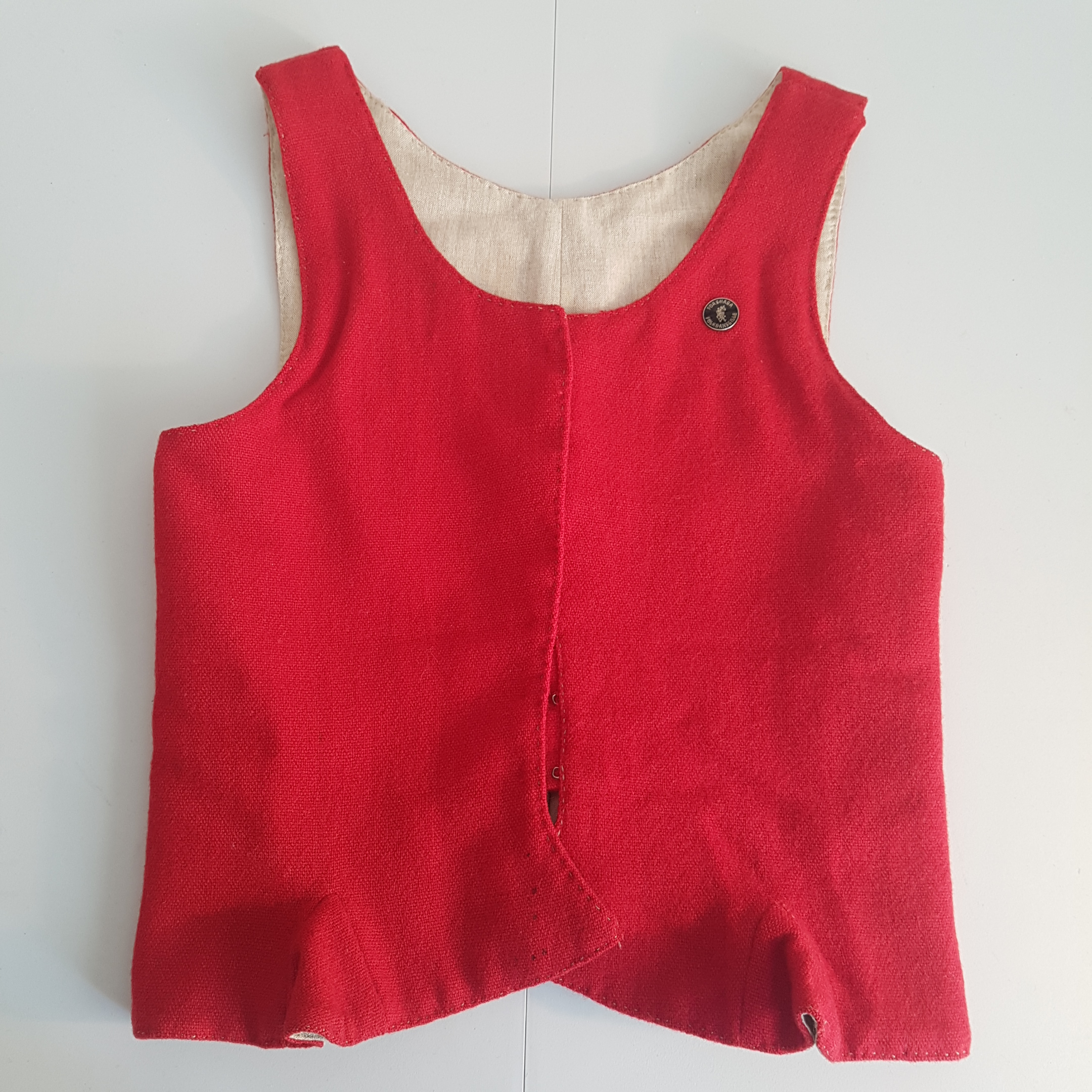
Exempel på skörtliv, Forshaga-Grava (fram)

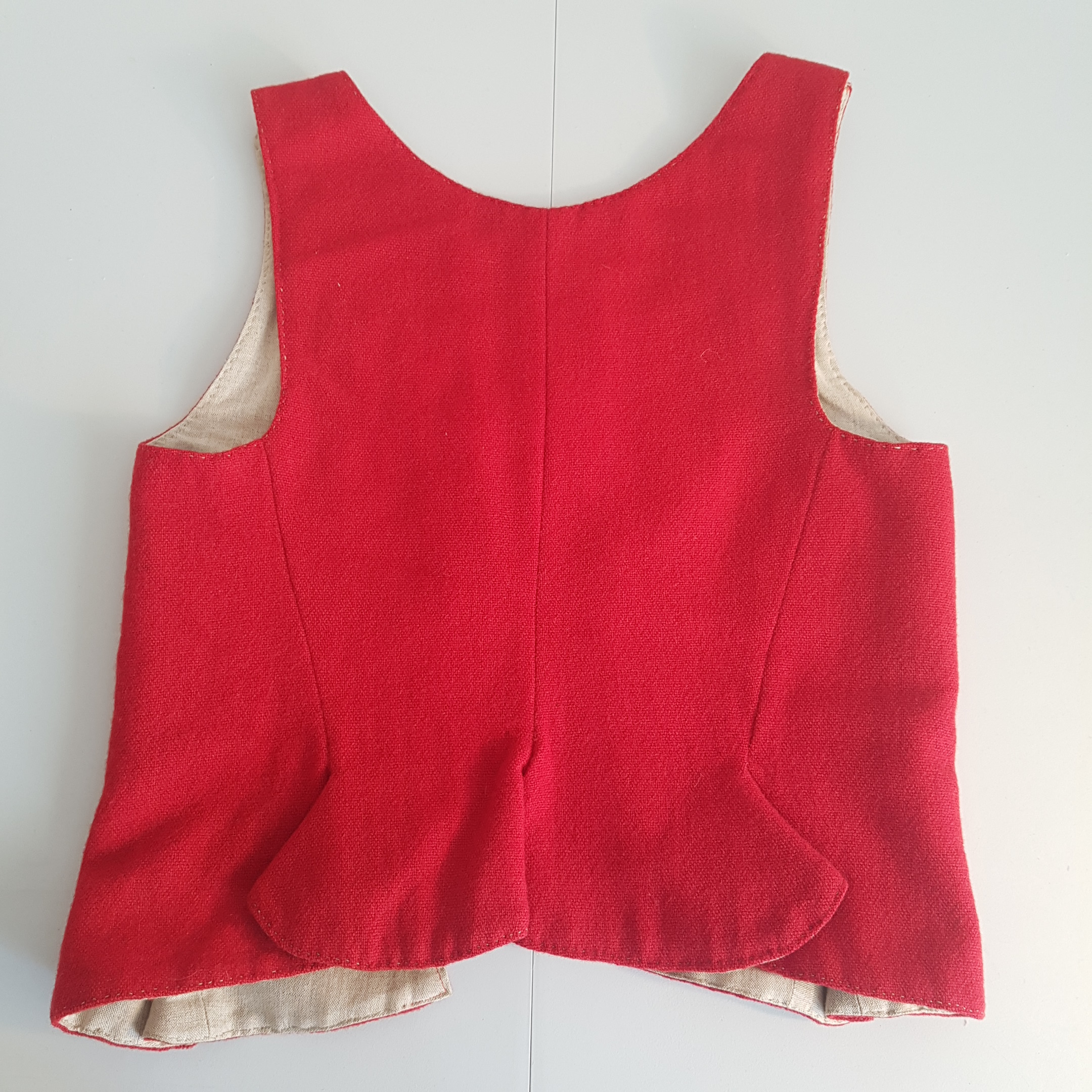
Forshaga-Grava Swedish Folk Costume Bodice Back

Värmländska folkdräkter, alternativt bygdedräkter, är svenska folkdräkter från Värmland. Värmland hade 1993 70 officiellt antagna bygdedräkter, 40 kvinnodräkter och 30 mansdräkter.

## Bygdedräkter i Värmland
- Bygdedräkter i Nordmarks härad: Sillerud, Blomskog, Silbodal, Västra Fågelvik,  Östervallskog
- Bygdedräkter i Jösse härad: Jösse, Mangskog, Brunskog, Eda
- Bygdedräkter i Gillbergs och Näs härader samt Säffletrakten: Glava, Långserud, Säffle-Tveta, Värmlandsnäs, Gillberga, Svanskog
- Bygdedräkter i Grums och Kil härad: Värmskog, Grums/Nor/Segerstad/Ed/Stora Kil, Frykerud, Ransäter, Ullerud
- Bygdedräkter i Karlstad, Väse och Ölme härad: Forshaga-Grava, Hammarö, Dräktområde Ö Fågelvik/Väse/Ölme
- Bygdedräkter i Nyeds härad: Nyed
- Bygdedräkter i Karlskoga bergslags härad: Karlskoga-Degerfors, Ullvettern/Bjurntjärn
- Bygdedräkter i Färnebo härad: Brattfors
- Bygdedräkter i Fryksdals härad: V Ämtevik, Fryksdal, Gräsmark, Sunne, Fryksvattnet/Fryksände: Lekvattnet, Vitsand, Östmark
- Bygdedräkter i Älvdals härad samt Hagforstrakten: Hagfors, Nedre Älvdal, Nyskoga, Dräktområde Norra Finnskoga/Norra Ny/Dalby, Ekshärad

## Värmlands hemslöjds dräktråd och komponeringen av moderna dräkter
I Svenska Turistföreningens årsbok 1928 berörs det stigande dräktintresset och man anger de fem dräkter som dittills tagits i bruk, nämligen Norra Ny, Östervallskog, Ekshärad, Fryksdalen och Jösse härad, manliga och kvinnliga  . I samband med den ökande trenden växte en oro över att historiska felaktigheter kunde komma att inkorporeras i de nya dräkterna då "...det i Värmland förekommit avskräckande exempel och urbota dumheter" . 1934 bildades Värmlands Hembygdsförbunds dräktnämnd med hemvist på Värmlands Hemslöjd i Karlstad  (Värmlands hemslöjd är i sin tur bildat 1906 ), med syfte att "övervaka att de traditionsbundna bygdedräkterna ej förvanskas" och "ta del av inkomna förslag till rekonstruerade bygdedräkter och rekommendera dem till utförande, eller föreslå ytterligare forskning".  Under 1950–1980-talen sammanställdes många sockendräkter efter ett idogt forskande av de lokala hembygdsföreningarnas dräktansvariga och dräktnämnden. 1920-, 1950- och 1970-talen sticker ut med sitt höga intresse för dräktkomponering i hela landet . Värmland fick flest nya dräkter av alla landskap under 1970-talet, 17 stycken . Detta eftersom relativt få hade tagits fram innan, bildandet av flera nya folkdanslag samt att Anna-Greta Påhlman blev chef för hemslöjden 1955 och aktivt stödde framtagandet av dräkter under hela sina karriär. Inför invigningen av respektive sockendräkt syddes det upp en modelldräkt som förvarades på Värmlands Hemslöjd . När Värmlands Hemslöjd startade en konkurs- och ombildningsprocess 1986, köptes dessa modelldräkter av Karlstads kommun som deponerade dem i Värmlands museums textilförråd och förvaltandet av dräkterna gick då till länshemslöjdskonsulenten. Värmlands hemslöjd i sin tur övergick till den ideella förening Länshemslöjdsföreningen i Värmland 1986, men skapade varumärket Utmärkt värmländsk slöjd med start 1997, efter att “nya Värmlands Hemslöjd” satts i konkurs 1993 och bland annat sålt av även materiallagret till Länshemslöjdsföreningen .) 
Informationen till de nya konstruktionerna kom från bouppteckningar, resebeskrivningar, bevarat textilmaterial (som plagg, lapptäcken, kuddvar och tidigare insamlat material) och information från nordiska museet . Se beskrivningar av Folkdräkter_från_Värmland#Bygdedräkter i Värmland.
Det kan nämnas att det är osannolikt att dräktskicket i de värmländska socknarna varit helt enhetligt , det är snarare troligt att det förekommit mycket variation i allmogens dräkter , att skick varit flytande över socknarna  samt att områden nära städer eller industri tagit till sig moderna snitt snabbare . Detta innebär att de dräkter som tagits upp inte kan anses reflektera hela det faktiska dräktskicket i en specifik bygd. De moderna värmländska bygdedräkterna anses dock vara "äkta och genuina", trots att de är konstruktioner av dräkter som egentligen aldrig funnits  och att det är otroligt att flera lokala personer skulle ha haft helt samma utstyrsel samtidigt.
Det är oftast 1700-talets former som tas upp - detta överensstämmer med det mesta bevarade Värmländskt dräktmaterialet. Då med skörtlivstycken, randiga kjolar och randiga förkläden som dominerande element, med vissa undantag . Många av de moderna bygdedräkterna för kvinnor har därför randiga kjolar, livstycken med skört och randiga förkläden . 
Männens dräkter består oftast av knäbyxor, väst, skjorta, kilmössa, tröja eller långrock.. För mansdräkterna i hela landskapet har man tagit upp de för Värmland så typiska långrockarna vilka burits långt fram i tiden. De förekommer dels med den hela ryggen som har medeltida ursprung, dels med den yngre skärningen med midjesöm och ofta infällda ”pipor” som ger vidd i ryggen .
1975 fanns 29 dräkter upptagna: Östervallskog, Brunskog, Blomskog, Eda, Glava, Jösse härad, Manskog, Långserud, Värmskog, Gillberga, N. Finnskoga, Dalby, Norra Ny, Nedre Älvdalen, Fryksdalas härad, Ekshärad, Gräsmark, Östmark, Sunne, V. Ämtevik, Ransäter, Ullerud, Forshaga, Grava (dock samma dom Forshaga), Hammarö, Nor, Värmlandsnäs, Ölme, Ullvättern .
Alla dräktförslag ansågs inte lämpliga av dräktrådet, såsom exemplet med Hagforsdräkten vilken är baserat på en originalklänning från 1840 . Det kan antas att den ansetts för borgerligt betonad liksom fallet med hattarna från Ullerud . Brattforsdräkten fick inte heller “godkänt” vilket ledde till viss irritation . Även Säffle Tveta sticker ut med design från sekelskiftet 1900 (utan livstycke, och utan förkläde till fest), men det framgår inte om denne dräkt har blivit accepterat av dräktrådet, kanske för att den komponeringen eventuellt är yngre . Den senare dräkten är dock omnämnd med beröm, vilket visar att åsikterna i dagens hembygdsföreningsmiljö är av en mer diversifierad karaktär än under 1970-talet - då Hagforsdräkten fick avslag. Detta överensstämmer med andra uttalanden i nutida media: till exempel “den nya vågen folkdräktsbärare avstår hambo och snoa och är inte så noga med rätt färg på strumporna” .
Det värmländska dräktrådet liknar den finlandssvenska föreningen Brages dräktråd, som genom en liknande process aktivt bedrivit rekonstruering av finlandssvenska dräkter i över hundra år . Föreningen har stött på liknande problematik som hos svenska föreningar: olika åsikter kring vilka egenskaper som skulle lyftas in i dräkterna (till exempel “harmoni”, faktiska lokala förlagor, dräktskick från grannsocknar), “störande” inslag av modeinfluenser från 1900-talet (till exempel kjollängder, veck, huvudbonadsseder, dräktdetaljer) samt nutida revideringar av de samma. Det är värt nämna att många av de rekonstruerade finlandssvenska dräkterna även de följer 1700-tals, alternativ tidigt 1800-tals, -snitt, och att de består av samma dräktdelar som de flesta svenska. (Kvinna: huvudbonad, blus, livstycke, kjol, förkläde, axelduk, kjolsäck, strumpor och skor. I början av 1930-talet kompletterades dräkterna med en tröja som ytterplagg. Mansdräktens plagg var: huvudbonad, skjorta, väst, rock, knä- eller långbyxor med lucka, strumpor och skor. Som tillbehör till många dräkter fanns även ett bälte av läder med vidhängande mässingssöljor).
I nutid finns Dräktrådet i Värmland, inriktad på verksamhet kring information och genomgång av mönster och material. Detta regionala dräktråd är en aktiv grupp dräktintresserade förtroendevalda av Svenska ungdomsringen för bygdekultur, Sveriges hembygdsförbund, Svenska hemslöjdsföreningarnas riksförbund och Länsmuseet med länshemslöjdskonsulenten som sammankallande .

### De antagna  dräkterna 1993
I tabellen nedan ses en förteckning över de 70 värmländska folkdräkterna. I tabellen ses var dräkten kommer ifrån, om det är en kvinno- eller mansdräkt, om den är dokumenterad, rekonstruerad eller komponerad, när den återupptogs i bruk, om det finns varianter samt ytterplagg. Tabellen bygger på Ulla Centergrans inventering av folkdräkter i Sverige 1988–1993, som publicerades i bokform av Nämnden för hemslöjdsfrågor och LRF:s kulturråd 1993. Syftet var att underlätta för den som ville skaffa sig en egen dräkt att lättare få en överblick över de som fanns.
Då landskaps- och länsgränser inte sammanfaller anges län i tabellen.
| Län           | Dräkt           | Kön    | Ursprung      | Återupptogs         | Finns varianter | Ytterplagg  | Källa |
| Värmlands län | Bergsmansdräkt  | Man    | Dokumenterad  | 1975                |                 | Långrock    | [ 1 ] |
| Värmlands län | Blomskog        | Kvinna | Dokumenterad  | 1980                |                 |             | [ 1 ] |
| Värmlands län | Blomskog        | Man    | Dokumenterad  | 1980-talet          |                 |             | [ 1 ] |
| Värmlands län | Brattfors       | Kvinna | Komponerad    | 1966                |                 |             | [ 1 ] |
| Värmlands län | Brunskog        | Kvinna | Rekonstruerad | 1954                |                 |             | [ 1 ] |
| Värmlands län | Brunskog        | Man    | Dokumenterad  | 1965                |                 | Långrock    | [ 1 ] |
| Värmlands län | Dalby           | Kvinna | Dokumenterad  | 1930-talet          | Ja              | Tröja       | [ 1 ] |
| Värmlands län | Dalby           | Man    | Dokumenterad  | 1930-talet          | Ja              | Långrock    | [ 1 ] |
| Värmlands län | Eda             | Kvinna | Rekonstruerad | 1959                |                 |             | [ 1 ] |
| Värmlands län | Eda             | Man    | Dokumenterad  | 1959                | Ja              |             | [ 1 ] |
| Värmlands län | Ekshärad        | Kvinna | Dokumenterad  | 1930-talet          | Ja              | Tröja       | [ 1 ] |
| Värmlands län | Ekshärad        | Man    | Dokumenterad  | 1930-talet          | Ja              | Långrock    | [ 1 ] |
| Värmlands län | Forshaga-Grava  | Kvinna | Rekonstruerad | 1950-talet          |                 |             | [ 1 ] |
| Värmlands län | Forshaga-Grava  | Man    | Rekonstruerad | 1950-talet          |                 | Långrock    | [ 1 ] |
| Värmlands län | Frykerud        | Kvinna | Komponerad    | 1976                |                 | Tröja       | [ 1 ] |
| Värmlands län | Frykerud        | Man    | Komponerad    | 1976                |                 | Tröja, rock | [ 1 ] |
| Värmlands län | Fryksdal        | Kvinna | Komponerad    | 1945                |                 |             | [ 1 ] |
| Värmlands län | Fryksände       | Kvinna | Dokumenterad  | 1947                |                 |             | [ 1 ] |
| Värmlands län | Fryksände       | Man    | Rekonstruerad | 1960                |                 | Långrock    | [ 1 ] |
| Värmlands län | Gillberga       | Kvinna | Rekonstruerad | 1965                | Ja              |             | [ 1 ] |
| Värmlands län | Gillberga       | Man    | Rekonstruerad | 1974                |                 | Tröja, rock | [ 1 ] |
| Värmlands län | Glava           | Kvinna | Rekonstruerad | 1974                | Ja              | Tröja       | [ 1 ] |
| Värmlands län | Glava           | Man    | Rekonstruerad | 1974                |                 | Tröja, rock | [ 1 ] |
| Värmlands län | Gräsmark        | Kvinna | Rekonstruerad | 1954                |                 |             | [ 1 ] |
| Värmlands län | Gräsmark        | Man    | Rekonstruerad | 1954                |                 | Tröja       | [ 1 ] |
| Värmlands län | Gunnarskog      | Kvinna | Komponerad    | 1991                |                 |             | [ 1 ] |
| Värmlands län | Hammarö         | Kvinna | Komponerad    | 1954                |                 |             | [ 1 ] |
| Värmlands län | Hammarö         | Man    | Komponerad    | 1954                |                 |             | [ 1 ] |
| Värmlands län | Jösse härad     | Kvinna | Dokumenterad  | 1900 (sekelskiftet) | Ja              | Tröja       | [ 1 ] |
| Värmlands län | Jösse härad     | Man    | Dokumenterad  | 1900 (sekelskiftet) | Ja              | Långrock    | [ 1 ] |
| Värmlands län | Kil             | Kvinna | Komponerad    | 1973                |                 |             | [ 1 ] |
| Värmlands län | Köla            | Kvinna | Rekonstruerad | 1970-talet          |                 | Tröja       | [ 1 ] |
| Värmlands län | Långserud       | Kvinna | Rekonstruerad | 1974                |                 |             | [ 1 ] |
| Värmlands län | Långserud       | Man    | Rekonstruerad | 1974                |                 | Långrock    | [ 1 ] |
| Värmlands län | Mangskog        | Kvinna | Komponerad    | 1960                |                 |             | [ 1 ] |
| Värmlands län | Nedre Älvdal    | Kvinna | Komponerad    | 1969                |                 |             | [ 1 ] |
| Värmlands län | Nedre Älvdal    | Man    | Komponerad    | 1974                |                 |             | [ 1 ] |
| Värmlands län | Nor, Ed, Grums  | Kvinna | Komponerad    | 1958                |                 | Tröja       | [ 1 ] |
| Värmlands län | Nor, Ed, Grums  | Man    | Komponerad    | 1958                |                 | Långrock    | [ 1 ] |
| Värmlands län | Norra Finnskoga | Kvinna | Dokumenterad  | 1960-talet          |                 |             | [ 1 ] |
| Värmlands län | Norra Finnskoga | Man    | Dokumenterad  | 1960-talet          |                 |             | [ 1 ] |
| Värmlands län | Norra Ny        | Kvinna | Dokumenterad  | 1910-talet          | Ja              | Tröja       | [ 1 ] |
| Värmlands län | Norra Ny        | Man    | Dokumenterad  | 1910-talet          | Ja              | Långrock    | [ 1 ] |
| Värmlands län | Nyed            | Kvinna | Komponerad    | 1978                |                 |             | [ 1 ] |
| Värmlands län | Ransäter        | Kvinna | Komponerad    | 1960-1965           |                 |             | [ 1 ] |
| Värmlands län | Ransäter        | Man    | Komponerad    | 1960-1965           |                 | Långrock    | [ 1 ] |
| Värmlands län | Silbodal        | Kvinna | Rekonstruerad | 1981                |                 |             | [ 1 ] |
| Värmlands län | Silbodal        | Man    | Rekonstruerad | 1981                |                 |             | [ 1 ] |
| Värmlands län | Sillerud        | Kvinna | Komponerad    | 1976                |                 | Tröja       | [ 1 ] |
| Värmlands län | Sillerud        | Man    | Rekonstruerad | 1976                |                 | Långrock    | [ 1 ] |
| Värmlands län | Sunne           | Kvinna | Rekonstruerad | 1954                |                 |             | [ 1 ] |
| Värmlands län | Svanskog        | Kvinna | Komponerad    | 1965                |                 |             | [ 1 ] |
| Värmlands län | Ullerud         | Kvinna | Komponerad    | 1950-talet          |                 |             | [ 1 ] |
| Värmlands län | Ullerud         | Man    | Komponerad    | 1950-talet          |                 | Långrock    | [ 1 ] |
| Värmlands län | Ullvettern      | Kvinna | Rekonstruerad | 1958                |                 |             | [ 1 ] |
| Värmlands län | Visnum-Kil      | Kvinna | Komponerad    | 1979                |                 | Tröja       | [ 1 ] |
| Värmlands län | Värmlands-Näs   | Kvinna | Komponerad    | 1960                |                 |             | [ 1 ] |
| Värmlands län | Värmlands-Näs   | Man    | Komponerad    | 1981                |                 |             | [ 1 ] |
| Värmlands län | Värmskog        | Kvinna | Komponerad    | 1952                |                 |             | [ 1 ] |
| Värmlands län | Värmskog        | Man    | Komponerad    | 1960-talet          |                 | Långrock    | [ 1 ] |
| Värmlands län | Västra Ämtervik | Kvinna | Komponerad    | 1943                |                 |             | [ 1 ] |
| Värmlands län | Västra Ämtervik | Man    | Komponerad    | 1951                |                 |             | [ 1 ] |
| Värmlands län | Ölme-Väse       | Kvinna | Komponerad    | 1961                |                 |             | [ 1 ] |
| Värmlands län | Ölme-Väse       | Man    | Komponerad    | 1967                |                 | Långrock    | [ 1 ] |
| Värmlands län | Östervallskog   | Kvinna | Dokumenterad  | 1907                |                 | Tröja       | [ 1 ] |
| Värmlands län | Östervallskog   | Man    | Dokumenterad  | 1907                |                 | Tröja, rock | [ 1 ] |
| Värmlands län | Östmark         | Kvinna | Rekonstruerad | 1965                |                 |             | [ 1 ] |
| Värmlands län | Östmark         | Man    | Rekonstruerad | 1965                |                 |             | [ 1 ] |
| Värmlands län | Östra Fågelvik  | Kvinna | Komponerad    | 1974                |                 |             | [ 1 ] |
| Örebro län    | Degerfors       | Man    | Komponerad    | 1975                |                 | Långrock    | [ 1 ] |

## Särbygdsområden
Det kan med säkerhet sägas att få Värmländska socknar haft ett lokalt särpräglat sätt, då kultursamhörighet gör sig märkbar inom ett större område   och de särpräglade uttryckt som uppstår gör så på grund av geografisk isolering, sociala skrankor, ekonomiska fluktuationer, politiska och administrativa förändringar samt övriga omständigheter som bibehållit miljöer.
Det finns dock belägg för att lokalt särpräglade dräkter fanns i vissa delar av Värmland, även under industrialiseringen. Dessa anses vara: Älvsdal, Nordmark, Fryksdal och Finnskoga härader, det vill säga delar av västra och norra Värmland . Från mitten av 1800-talet: “Endast uti Ny och Dalby socknar bar allmogen bibehållit den uråldriga drägten” . Från 1880: “Egentlig folkdrägt finnes endast inom Ny och Dalby socknar i Öfre Elfdalen. Denna drägt, som för männerna består af en helskuren rock af brunt vadmal med röda uppslag kring halsen och armarne samt vid knappraden, kortbyxor af vadmal samt strumpor och skor, börjar oaktadt dess vackra utseende, beklagligen allt mer och mer försvinna” . Nordiska Museets samlingar innefattar en kvinnodräkt från Norra Ny och en mansdräkt från Dalby socken .
När Nordiska museet 1873 ställde ut motiv från Östervallskog i Västra Värmland , gjordes det med (lokalt) rekonstruerade dräkter som varit avlagda i flera decennier (dessa kan ha burits fram till runt 1860  alternativt 1820, i alla fall i Holmedals pastorat ). I Wistrands bok om Nordiska museets samlingar från 1907 nämns Östervallskogs kvinnohatt och ökerock som lokalt unika plagg . Dessa kunde dock senare härledas till andra belagda dräktskick (huva med nacksöm som funnits i Småland och norrut, särskilt i Dalarna, respektive senmedeltida tröjor) . Kvinnodräkten anses vara den färggladaste i Värmland och med flesta antal kjolar burna samtidigt , samt med (unika) röda vadmalshälar i strumporna. Mansdräkten har byxor med sleifer och knäspännen och i 1850-talsform likartad gagnefbrackan. Skorna nämns också specifikt.
Överlag torde de områden som anges vara särbygdsområden ha identifierats som sådana under inflytande av nationalromantiska intressen, och beskrivningen av dessa är därför präglade av de strömningar som var på modet då. Det kan också noteras att även särbygdsdräkter har variationer , till exempel Ekshäraddräkten som har 35 variationer olika från olika tidsepoker .
Slutpunkten för samtliga lokalt präglade dräktskick i Värmland inträffade i slutet av 1800-talet .

## Värmlandsdräkten
En enhetlig landskapsdräkt har aldrig funnits hos allmogen : de juridiska områdena (till exempel landskapsgränserna) är inte dräktområden  och historiskt dräktskick påvisar variation även inom samma bygd  . Värmlandsdräkten är antagligen en borgerlig uppfinning, sprungen ur det allmänna intresset för folkdräkter under nationalromantiken och fortsättningsvis jugend, liksom Sverigedräkten, och med spridda inspirationskällor då många traditionella klädsesätt försvunnit . Redan 1923 påpekas att “någon ‘Värmlandsdräkt’ kan ju aldrig bli tal om. I vårt landskap ha de olika socknarna haft sina särskilda dräkter (liksom i Dalarna), man kan inte ens tala om en ‘häradsdräkt’ i detta sammanhang, långt mindre om en ‘nationaldräkt’” . Det kan vara det faktum att Nordiska Museets utställningar från slutet av 1800-talet var sorterade i rum efter landskap, vilket kan ha påverkat föreställningen om påstådda kulturgränser .
Det kan finnas en annan eller möjligtvis samma dräkt som också kallad 'Värmlandsdräkten', framtagen för svartvit film av pjäsen Värmlänningarna . Då med “hopkok” av olika dräktmaterial .
Samtliga av de beskrivna Värmlandsdräkterna är tillverkade runt 1920 .
| Plaggtyp   | Beskrivning | Ursprung |
| ---------- | --- | --- |
| Kjol       | Alltid svart kjol, oftast med 3 röda band nedtill | |
| Liv        | Livstycket var alltid i en röd nyans. Materialet var olika, tydligen tog man vad som fanns att få tag på eller vad man hade. Allt ifrån rött fint kläde till röd bomullsflanell. Den röda färgen höll sig inte på flanellen utan den blev ljusare och mera orange med tiden. Livstycket var midjekort och knäpps fram med snörning. En del hade fina tennsnörmaljor utanpå och andra hade endast större hyskliknande bågar som sytts fast undertill på framstycket. Snörningen var ofta ett rött band. Broderier fanns ibland på livstycket. Det kunde vara prästkragar eller "Värmlandsblomman". | |
| Överdel    | Alltid en vit blus. Ibland var den lik en nattröja i modellen, med knäppslå fram och rundad krage. Ibland fanns röd kråkspark sydd runt krage och manschett, någon gång även på knappslån. Ibland tog man den vita blus som man hade och satte ihop den i halsen med en brosch. | |
| Förkläde   | Om broderi på livet även röd bård på förkläde med samma broderi. Någon nyans i grönt, klargrönt eller mörkgrönt och med två röda band tvärs över nedtill. Eller: Vitt med en infälld, bred spets nedtill. | Bård med broderi inspirerat av Sverigedräkten. Grönt skick med inspiration från Norra Ny. Vitt skick med inspiration från Jösse härads högtidskläde, dock förenklad. |
| Huvudbonad | Sällan bevarad, men det verkar varit allmänt med huvudduk till dräkten. På en dräkt hade man ett litet pannband som troligen nästats fast på huvudduken. | |

En annan dräkt med liknande tydlig borgerlig ansats är Hälleforsdräkten (Västmanland), också buren av fröknarna i Värmländska Filipstad, vilken komponerades 1816 av ägaren till Hällefors bruk . Inspiration kom från en statlig cirkulärskrivelse och dräkten var tänkt att bäras av bygdens kvinnor.

## Historiskt klädesskick i Värmland

### Värmlands allmoges olika förutsättningar
Värmland räknas tillsammans med Dalsland som en del av Övre Västsverige med inslag av och gränser till Bergslagen (inne i Värmland finns  Filipstad och Karlskoga bergslag), Norge (bland annat mot Hedmark ), Nordsverige, inre Svealand och via sjövägen till Inre Sydvästsverige . Värmland är ett vidsträckt landskap, där olika naturförutsättningar inneburit olika livsförutsättningar . Dessutom kan ett gränslands möjlighet att influeras av nya kulturfenomen beror på om de ligger avsides eller är en genomfart. Värmlands torde tillhöra det senare slaget, även om landskapet har varit mindre centralt än många andra delar av Sverige.
Värmlands behov av arbetskraft till järn-, skogsbruk och nybyggarbruk har inneburit invandring med inslag eller koncentrationer  av andra kulturer, bland annat från valloner och finnar . Den gamla bruksbygden har funnits sedan 1400-talet och kulminerade på 1760-talet. Bruksarbetare har med säkerhet använt karaktäristisk kläder, men inte lokalpräglat traditionsbundet sådant. Skogsindustrin kom igång tidigare än i övriga landet (början av 1600-talet) på grund av närheten till Göteborg och gynnas speciellt av att handelsindustrin öppnar internationellt redan under tidigt 1800-tal. Efter Karl XII:s död under tidigt 1700-tal kom en längre fredsperiod, vilket i allmänhet hade god påverkan på Sveriges ekonomi . Ekonomiska blomstringsperioder gav ofta utrymme till modernisering av klädesskicket , likaså bidrog dåliga tider till konservatism. De delar av Värmland med (sentida) välstånd har haft ett snabbare avtagande av ålderdomligt klädeskick. I de alltför fattiga och glest befolkade trakterna av Sverige har det inte funnits några likartade dräkttraditioner . Det kan noteras att Värmland i allmänhet var ett fattigt land . I slutet av 1860-talet drabbas också Värmland av missväxt . 
I norr finns stora skogsområden, med koncentrerad bebyggelse kring älvdalarna  där äldre dräktbruk levt kvar längst. Västra delar av Värmland sticker också ut med ett längre vidhållande av dräktskick. 
I söder finns Vänern, med stora gårdar och Värmlands städer. Här försvann de äldre dräktskicken tidigt då bygderna haft det bättre ställt och på grund av (fysisk) närhet till nya influenser . Det saknas nästan helt folkliga dräktelement under senare tid. Dessutom kan bönder med så nära livliga kommunikationer och städer (eller andra borgerliga miljöer) eventuellt aldrig utvecklat särskilda folkdräkter, såsom fallet är till exempel i Bergslagen.

### Handelsvägar och marknader i Värmland
Historiskt sett har trender sträckt sig trevande uppåt från sydliga skandinaviska kusterna in i sydvästra Västergötland och sen via Värmland in i Norge . Före 1600-talets mitt kom kulturströmningar till Värmland med Hansans handelsvägar, via Norge och kanske även till viss del från Västgöta österifrån. Efter mitten av 1600-talets utgår strömningarna framförallt från Göteborg och Stockholm. 
Den första omnämnda historiska Värmländska vägen går från Eda skog, över Skärmnässundet, Frykälven, Klarälven genom Väse, Ölme och Wisnums härader, via Hofva till Skara . 
Timmerhandel på export längst Klarälven och Vänern startar efter att Göteborg anläggs under tidigt 1600-tal .
1654 gavs en statlig befallning av vägar skulle iordningställas från Karlstad till Bergslagen och Letbstigen, samt från Kristinehamn till Karlskoga . Dessa började användas under tidigt 1700-tal. Innan bildandet av en svensk transportmyndighet 1841 var bondebefolkningen ålagda att underhålla rikets landsvägar, som i allmänhet var i dåligt skick . Långväga transporter skedde framförallt på vinterhalvåret då släde kunde brukas på frusna åar och sjöar alternativt snötäckt mark . Detta innebar att det tog 3 vintrar att frakta malm: från gruva till hytta med masugn, hytta till järnbruk, järnbruk till utskeppningshamn. Med utbyggnaden av kanaler i Värmländska Bergslagen kunde detta kortas ner, och Kristinehamn bli en viktig utskeppningshamn. I mitten av 1800-talet finns utbyggt både kanal- och järnvägar, till god användning för bruksbygderna , blandat annat Bergslagskanalen (den äldsta delen från 1600-tal, men fullständig under mitten av 1800-talet, utlopp i Karlskoga) och Christinehamn–Sjöändans Järnväg (från 1850). 1860 har länet också 22 färjor i bruk. Under 1837-42 benämns allmogens huvudsakliga huvudnäring som "kolning och vinterkörslor för bruken" i Värmlands landshövdingeberättelse . Förädling och logistik av malm förekom även inne i centrala Värmland. Det reflekteras av att bergslagens järnväg sträckning, byggd under 1870-tal, går mellan Göteborg Kil och Falun, med stopp i Filipstad och Molkom.
I Värmskog Vegerbol fanns ett silververk sen 1845, men nedlagt kort därefter runt 1852 då delar av gruvornas malmfyndigheter hade för mycket inblandning av kvarts . Dock så gjordes ett rekordår 1848 då det utvanns 438 kg silver. Under 1841-47 gjordes det också "betydligare silvertillverkning”, under Philipstads bergslag. Inte heller Hellefors silververk samt Jerle och Pehrsbro hade tillverkning under 1860–1870-talen.
Bergslagen var en magnet för hemslöjd . Detta var Sveriges industrins tyngdpunkt och den hade stort behov av oxar från Sydsverige. Det faktum att bergsmännens lönerna betalades ut i pengar gjorde det också lättare för dem att köpa varor. Således kom ofta knallar dit för att handla. De västgötska bönderna tillhandlade sig i sin tur järn i bergslagen, redan under 1500-talet. Västgötahandeln norrut gick på båda sidor om Vänern. Därför fanns det en kontinuerlig tillströmning av nyheter (främst till Bergslagen men också antagligen till viss del längs vägarna) och lokala traditioner blev mindre utpräglade. Även Värmländsk slöjd såldes till bergslagsbygderna, bland annat från Fryksdal med flera, främst snickeri . 
Efter Borås anläggs på 1620-talet är det framförallt västgötaknallar som dominerar handel med saluslöjd och textila varor . Värmlänningarna själva har inte varit betydande handelsmän, och därför har det inte exporterats så mycket lokalt producerad hemslöjd ut från landskapet . Däremot var de besökta av dessa knallar som bland annat sålde utländska och Boråstillverkade tyger, vilka ofta köptes som fästmansgåvor . Textil var passande handelsvaror då det är lätt att transportera. Knallarnas Värmlandsförsäljningar innefattade ryor, vadmal, blaggarn och lärft . Speciella varor var bindemössebroderier i bland annat silke (med start i början av 1800-talet), Vadstenaknyppling (ett vanligt inslag i modedräkten i fram till slutet av 1700-talet, men som levde kvar hos allmogen i framförallt bindemösstycket) samt band (vilka sålunda kunde vara av likartat slag i hela landet). Knallarna själva hade ett unikt försäljningsprivilegium, egentligen tillsatt att gynna Boråsindustrierna  men som också innebar uppköp och hemmakommissionsarbete i hela deras verkningsområde. Även bönder i Boråstrakten nyttjade knallesättet, trots att de egentligen inte ägde dessa rättigheter.
De första landtullarna inrättade 1638 och kom 1773 att bestå av: Gullspång, Mo, Emtebjörka och Byelfvenm samt gränstullar i en sträcka från Stora Lee till Sandkälleforsen: Sandviken, Smogesund, Väng, Hån, Dalen, Skillingmark, Magnorbro, Helgeboda, Bogen. Lekvattnet, Långerud och Vingäng . 
Handeln med Norge har förekommit, speciell i gränstrakter, enligt specifika privilegier . Dessa privilegier innebar att bönderna både i Norge och med norrmän hemma kunde kontant eller genom byteshandel anskaffa sig nödvändiga varor, helst sill, salt, tobak, kjersing, kläden, hästar samt oxjern (det sista trots allmänt förbud på handeln med järn till Norge från 1687). Sedan 1722 fick norrmän endast sälja varor på de vanliga marknadsplatserna eller i de närmaste städerna. De uppsvenska och norska områdena tillhör i viss mån samma kulturområde  och gränssmuggling har varit vanligt . Unionen mellan Sverige och Norge varade mellan 1814 och 1905 och den Värmländska slöjden påverkas under denna tid speciellt av norska innovationer .
Allmogens rätt att handla var begränsad med de hade möjlighet att sälja sin egen produktion i viss mån på marknader . Allmogen fick historiskt sett bara sälja sin egen "avel" (vilket kan syfta på boskap eller ev allmän hemmaproduktion) (medan borgare i Karlstad kunde sälja alla varor utom loar, mårdar och älghudar vid Värmlandsberg, innan 1584) . Dock var det vanligt att hemslöjd såldes direkt till konsumenten av tillverkarna (det vill säga illegalt). Definitivt under 1770-talet har allmogen rätt att bedriva handel på marknader och det noteras att det i de flesta socknarna finns något att sälja av så att bönderna kan byta till sig sill, salt och spannmål . 
Med näringsfriheten 1846 blev det tillåtet att bedriva handelsbodar på landsbygden, dessutom försvann skråverksamheten på landsbygden. Genom Förordningen för utvidgad näringsfrihet 1864 upphörde skråverksamheten helt. Det blev tillåtet att bedriva handel och annan näringsverksamhet, såväl i staden som på landet för alla grupper i samhället. Västgötarnas särskilda privilegium försvann således. Gårdfarihandeln levde visserligen kvar men ändrade delvis karaktär. Efterhand kom nya distributionsformer, framför allt lanthandel och postorder, att överta gårdfarihandelns roll.
Under 1700-talet var Christinehams fasting och Carlstads permessa är de största frimarknaderna, resterande saluförde mest “victualievaror” eller boskap . Det finns utsagor som tyder på att både herrskap och allmoge, samt även båtburna västgötar, handlat på Tingvalla (det vill säga Carlstads permessomarknad) så tidigt som 1400-tal . Värmlänningar besökte också under 1700-talet Örebro, Sköfde, Mariestad, Rödesuns, Hofva, Åmål, Dalbergså, Greans, Lekhytte och Skenninge och Lidköping samt Kronsäter (Norge). Värmlands marknader skedde 1773 i följande ordning :
- Jan. 13. Christinehamn, fordom Bro.
- Febr. 4. Strand i Silbodal, flyttad från Årjeng i samma socken.
- Febr. 10. Carlstads vintermarknad, beviljad af kungl. kammar- och comm.collegierna 1688 i st. f. Fastingen, som efter mycken träta flyttades till Christinehamn. Denna skulle heta torgdag, men plägar dock påstå öfver 8 dagar.
- Febr. 25. Christinehamns Fasting, frimarknad, flyttal från Carlstad 1688. Här afslutas mestadels stångjernspriserna.
- Mars 13. Osebohl, ej långt från Ny sockens kyrka i Elfdalen, isynnerhet inrättad för hästhandel; har förr stått samma dag som Kronsäters marknad i Norge, 12 mil derifrån, men borde än flyttas längre fram till den 18, 19 mars.
- Juli 10. Carlstads Permessa, urgammal frimarknad.
- Aug. 24. Nysätersbro i Gillberga, oxmarknad.
- Sept. 5. Skoga i Elfdals Råda, oxmarknad. Denna har liksom Osebohl stått endast i några år. Aldsta marknaderna i Elfdalen voro vid kyrkorna: Ermessa, Mormessa och Adventssöndag, hvilka kon. Gustaf Adolf 1625 privilegierade för Filipstad; men på 1660-talet beviljade Kungl. Maj:t häradet en marknad 20:de dag Jul vid Likenäs och 1650 kommo häradsboarne öfverens att hos konungen söka den 9 januari till marknad vid Byn i Ekshärad, men ingen af dessa 5 sista är numera till.
- Sept. 12. Filipstad, ansenlig oxmarknad, kallad Stora oxhelgen. Lilla oxhelgen, som stod 8 dagar förut, blef aflagd 1744.
- Sept. 19. Warpnäs, oxmarknad i Nor socken, 1722 flyttad från Brobacken.
- Sept. 23. Edane, oxmarknad i Brunskog- Denna marknad, som af hedenhös stått vid Sulevik, flyttades 1722 till Skärmnäs och 1756 till Edane. Eljes flyttades ock 1722 femtedag pingst-marknad från Sulevik till Skärmnäs, som dock ej nu nyttjas.
- Sept. 25. Ambergshed i Sunne socken, oxmarknad, är ej gammal Förut hade Filipstad kon. Gustaf Adolfs privilegier att vid Fryksdals kyrkor hålla marknader på samma dagar, som äro nämnda vid Skoga.

### Allmogens materialtillgång och tillverkningstekniker för klädesbruk

#### Textilbaserad lön
Före penninghushållningens tid utgick lön för arbete till större delen eller helt i mat, husrum och kläder eller klädesmaterial . Därför är det naturligt att klädedräkter främst tillverkas av lokalt producerat material.
År 1652 upptogs dränglönen i Filipstads bergslag till 3 fat Osmund och 7 1/2 daler och 1714 piglönen till 20 daler. 1773 innehöll den detta :
“Drängen: städsel 18 daler, lön 150 å 180 daler och dertill 5 par skor, 1 par strumpor, 2 skjortor, handskar och förskinn, tillsammantaget till 80 daler.“
“Pigan: städsel 9 daler, lön 48 daler, skor, strumpor, förkläde, halskläde och lintyg, tillhopa 70 daler”. Notera att lönen innehåller klädespersedlar samt material.
Likaså fick soldater sedan 1688 kläder av sin rote vart tredje år: släpkläder av vadmal, skor, skjorta och ett par ullstrumpor “allt af sådant, som i landet kan anskaffas!” .
På många platser i Sverige kunde unga drängar och pigor under 1830-40-tal skaffa sig nya snitt varje år då de både fick lön i pengar och material .

#### Typer av material
Från mitten av 1800-talet om Värmlands tyger i allmänhet: “Kläderna äro förfärdigade af grått eller svart vadmal samt egna tillverkade bomulls- och linneväfvader” . Från 1880 om Värmlands ylle och köpetyger: “Vadmalen begagnas nu nästan endast i Nordmarks härad, hvarest den tillverkas så omsorgsfullt, att den vida öfverträffar det på marknaderna kringförda klädet, som numera å andra orter undanträngt vadmalen.” “Hvad som isynnerhet bland allmogens qvinnor bidragit att införa och utveckla smaken för fabrikstyger och lyxartiklar af allehanda slag, är dessas tillhandahållande genom den mängd schackrare, hufvudsakligast af mosaisk trosbekännelse, som kringdrifva å landsbygden för att der under allehanda konstgrepp afsätta sitt eländiga kram” .
Värmland skiljer sig därmed inte i materialtillgång från resten av Sverige. Linne (för det mesta grovt förutom till finkläder), ull och skinn är de traditionellt de viktigaste materialen i bondesamhället , dessa alltsom oftast hemgjorda . Varpen och väften kunde ofta variera i fibertyp (till exempel varp i lin och inslag i ull, bomull eller silke) då kallat halv-. 

##### Köpetyg
Köpetyg användes, men bara till högtidsdräkter  och vissa materialtyper bara till mindre plagg . Exempel är (ylle)kläde (byxor, tröjor), ylledamast (livstycken, västar), tryckt tuskaftat bomull - kattun/cattun (förkläden, sjalar), kalmink (livstycken, västar) (ofta kopierad som bredrandiga tyger) (randig köpekalmink förekommer i hela Sverige ), rask/chalon (kjolar, livstycken, förkläden), silke (oftast små plagg såsom mössor och halskläden på grund av sidenrestriktionerna under senare 1700-tal). De senare nämnda var vanliga varor hos knallar. Färgglada tyger liknande de från Norwich (ofta kalmink) förekommer i hela landet (livstycken, västar, kjolar), med störst koncentration i gränsen mot Norge (då troligtvis från sent 1700-tal) . Band (till förkläden och linningar) var också en vanlig köpevara , liksom stycken och broderier till bindmössor. Det kan noteras att köpetyger har små möjligheter till egna mönsterval, till exempel i färger. 1739 kom också ett förbud mot alla utländska tyger, med syfte att främja den inhemska industrin.
En sidensjal var en allmogekvinnas stolthet och i viss mån statussymbol  och blev populära i allmogen under 1800-talet då restriktionerna mjukades upp. Innan dess var de ovanligare - 1766 blev det tillåtet för bönder att bära siden , detta sammanfaller dock med överflödsförordningens start som innebär en nedgång för den svenska sidenindustrin. Dessutom skattebelades bruk av siden 1794. Den äldsta sidenfabriken i Sverige  Uttenhoffs var verksam till 1740. Den enda fabriken utanför Stockholm fanns i Kristinehamn: Emerentia Jernfelts "fabrik för tryckning å siden och linne", som dock endast var verksamt i cirka tio år (1752–1762). Efter restriktionerna upphävdes återhämtade sig sidenindustrin något under 1800-talet, bland annat med K A Almgrens sidenväveri startat 1833 och Casparsson och Schmidt, Stockholm, grundat 1804 . Båda tillverkarnas produkter har återfunnits i Värmland, eventuellt endast under senare 1800-tal . I Sverige förekommer även bomulls/siden-blandningar, populära med start från 1830/40-tal.
Kattun med röd botten börjar produceras från 1820-tal i Mulhouse och snart i Schweiz . Dessa var mycket populära i stort sett i hela Sverige i sjalar och förkläden. Utländska kattuner hörde till de varor som var förbjudna att importera under 1700-talet. De svensktillverkade var därutöver endast tillåtna i mindre plagg som mössor, halsdukar och förkläden för tjänstefolk och ”gement folk” på landet. Kattunhalskläden, liksom förkläden och mössor i kattun, var alltså en dyrbar köpevara och hade därmed hög status och användes till fest och högtid. Även senare hörde tryckta bomullstyger till den grupp varor som var belagda med höga tullar fram till mitten av 1800-talet (smuggling från Norge är dock belagt). Efter 1856 var importen av bomullstyger fri.
Från och med 1840-talet började industrimanufakturer på allvar konkurrera ut hemslöjden för avsalu, och det kan antas att textil för hemmabruk fortsatte tillverkas men övergick övertid till allt mer köpetyg . 

##### Växtbaserade material
Under 1700-talet önskade staten främja linodlingen (i hela landet) och beviljade ett anslag på 4 000 riksdaler banko till hushållningssällskapet i Värmland för detta ändamål . Detta resulterade  bland annat i en studieresa till Hälsingland och Ångermanland med syfte att sprida kunskap från dessa trakter lokalt, till exempel sjörötningteknik som ger en finare slutprodukt än vallrötning. Vallrötningsteknik fortsatte dock vara mest använd. En lininspektör tillsattes i varje socken. Linodlingen upphörde efter 1850 års tullfrihet på bomull, men ökade igen under 1860-tal då bomullen gick upp i pris. Landshövdingsberättelserna 1827-35 med femårsperioder: “Gröfre Ylle- och Linneväfnader förfärdigas av qvinofolket bland almogen, dock egentligen endast till husbehov.” “...till husbehof och jemvel något ringa derutöfver till afsalu.” “Linne, ylle- och bomullsväfnader förfärdigas af almogen för egna behof och i åtskillia orter äfven tillförsäljning, dock i små partier.” Under 1827 rapporteras olika bygder göra olika insatser: från inget i Ny till ovanligt vacker skörd i Sunne, Östra och Västra Ämtevik. Finare linne importerades också från Norrland .
I början av 1800-talet kom bomull till Europa . Genom 1816 års tullag blev det dyrare att importera färdiga tyger, men trots detta ökade bomullstyger på grund av den ökade importen av råbomull. Bomull var ett fint köpematerial och därmed dyrare än ullen (referat till strumpor). 
Tillverkning av näverföremål förekom också, bland annat i finnbygderna .

##### Djurbaserad material
Som ovan nämnts är lokalt producerad eller köpt ylle en ytterst viktig och allmän råvara för klädestyg. (Ylle)vadmal kunde tillverkas både i hemmet eller i vadmalsstamp. Det har funnits hos allmogen sen 1380-tal . På 1840-talet går vadmalstillverkningen tillbaka på grund av den ökade tillgången på billigt grovt kläde och under 1850-talet börjar den överges allt mer.
Sverige har inte någon enskild fårras men vissa specifika typer kan finnas lokalt . Jösse härad i Värmland nämnds som ett område med får. I gränstrakterna önskas fårrasen behållas oblandad, då den gav svart ull passande till klädesvadmal . 1634-35 observerats även de fattigaste i Värmland går klädda i svart ull "liksom de svenska fåren" .  Allmogefår var vanliga i allmogen fram till 1800-talets slut . Det som idag benämns Värmlandsfår “Värmländska skogsfår”, är en sammanställning av får från olika, äldre, besättningar från olika delar av Värmland (dock främst Värnäs). Det förekommer i alla ullfärger, ofta med rya eller gobelängkvalitet där “vadmallsull” är vanlig. Längs Klarälven har det funnits gamla besättningar av svenska lantrasfår, med ull lämpliga för nålbindning< ref name=”vinterblomster” />.
Skinnkläder anses ha varit vanligt i allmänhet hos allmogen , mest får och get. Sämskskinnsbyxor (skinn med narvsidan borttagen) är vanliga (sommar)plagg även i Värmland . Pälsskinn användes till ytterplagg, kjolar och livstycken . Det är dock inte säkert att de senare plaggtyperna har använts i Värmland. “Som päls med det ludna inåt finnes fårskinnet, antingen hvit eller svart, i vinterdräkterna från hela Sverige långt in på 1800-talet, och ännu (1912) är vinterpälsen hos allmogen genomgående af fårskinn” . I Dalby 1857 observeras det att männen bär lång fårskinnströja med midjesöm och skört under vintern . Det finns också en bevarad kvinnotröja i skinn från Fryksdalen samt Ekshärad .
Innan ett förbud 1551 kan det ha förekommit handel med skinn i Värmland: loar, svarta rävar och svarta mårdar . Älg var antagligen också ett lovligt byte fram tom 1684. För olaga jakt beslagtogs 14 älghudar 1573, ett 1575, ett älgkalvskinn 184, 2 älghudar med kroppar 1587 . Andra högdjur var fridlysta i hela Sverige från 1657 och 1664 . Jaktlagen från 1848 förbjuder jakt och fångst på villebråd mellan 15 mars och 1 augusti, medan de djur som räknas som skadedjur (räv, varg, björn, lo, mård, iller, lekatt samt en del fåglar) önskas utrotas genom regleringen . 

#### Tyg- och plaggtillverkningstekniker
Skråväsendet var fram till sin upplösning under 1840-60-talen koncentrerade till städerna och dessutom inte ens etablerat i andra än specifika städer förrän 1700-talet. Istället verkade lokala hantverkare i socknarna på landsbygden, kallade “gärningsmän” . 1773 är de vanliga manliga hantverkarna på Värmländska landsbygden skomakare och skräddare (liksom snickare) och “så goda merendels i hvarje socken, som de förr voro i städerna” . Skräddarna beredde plagg av ylle och köpetyg, såsom kjolar, byxor, tröjor, liv, västar och rockar . Linnesömnad samt (enklare) garn- och vävteknik gjordes av kvinnorna i hemmen. Bindmössan gjorde generellt av hantverkare, likaså broderierna på materialet till dessa. 
Under 1600-talet ville staten främja de nya textila industrierna, och därför ansågs hushållsslöjd vara konkurrens - vilken skulle minskas . Denna idé fortsatte under 1700-talet. Dock fick vissa insatta åtgärder motsatt effekt: för att täcka den svikande tillgången på utländskt textilmaterial ökade produktionen av hemslöjd efter restriktionernas inträde (det egentliga syftet med restriktionerna var att gynna den inhemska industrin). Det finns källor som anger Värmländsk hemslöjd som undermålig i början av 1700-talet  men med desto större uppsving under 1700-talet gång och tom med överproduktion av vissa produkter (därmed med distribution i Bergslagen och vidare genom Västgötaknallar). Kanske var det Västgötaknallarna som gjorde att tidig Värmländsk hemslöjd inte behövdes i större uträckning, då sådana föremål kunde köpas . Under 1800-talet senare del uppstår ett större allmänt intresse för kvalitén i hemslöjd, likaså i Värmland. 1863 inrättas en permanent utställning av hemslöjd i Karlstad . I slutet av 1860-talet drabbas Värmland av missväxt i samband med detta och på grund av effektiv teknikutveckling inom traditionella yrkesroller uppstår arbetskraftsöverskott . Då krävdes insatser för att ge människor utkomstmöjligheter, vilket resulterade i ett ökat hemslöjdande. Hushållningssällskapen, som var de som initialt intresserat sig för vissa typer av hemslöjd, sviktade dock något i intresset under senare delen av 1800-talet . Under denna tid uppstår dock ett mer specifikt intresse för hemslöjd inom annan föreningsverksamhet. Från 1873-4: “Den qvinliga husfliten i Vermland kan antagas i allmänhet gå i jemnbredd med andra län i riket, åtminstone hvad den vanliga väfnadsslöjden beträffar för eter och familjens behov” . Det anses dock lönlöst att konkurrera med industri med avseende av avsalu och kvantitet. 1903 hålls en utställning av hemslöjd i Karlstad. Denna får dock får kritik för brist på kvalité och som en reaktion startas föreningen Värmlands hemslöjd. Värmland ligger därefter i mellanskiktet av produktionsförmåga och kvalitet, mindre än Dalarna, Småland och Gotland men i högre utsträckning än resterande Sydsverige. Av det material som finns bevarat på Värmlands museum sammanfattas Värmlands textilier som “ingalunda inta någon särställning” , dock påpekas det att den vardagsnära slöjden är mycket kvalitativ. Hemslöjdsföreningen sammanfattar i en inventarie klädesslöjden som (det vill säga under tidigt 1900-tal) : "Till husbehov: huvudsakligen sömnad, stickning, vävning". "Till avsalu: vadmalsvävnad, klädesdräkttyg, korgar, stickade vantar, strumpor, sockor". "Försäljning sker ännu främst från hemmen." "Samtliga hemslöjdsgrenar utövas fortfarande." "Specifikt för avsalu av klädesvaror har: Älvdalen vadmal, vant, näver, Fryksdalsbygden likadant, Jösse Nordmarksvadmal, Manskog vantar samt Gunnarskog Näver." Fryksdalen är det starkaste fästet för försäljning av saluslöjd in på 1900-tal, främst dock med smide, metall, trä men de leder även textilt. Deras flitighet påtalas redan 1805. Karlstad har också en klädfabrik under mitten av 1800-talet .
Litteratur kring hemslöjd av klädesmaterial nämner specifikt för södra Värmland en “högre ståndhemslöjd”  samt ett damastväveri i Väse (antagligen verksamt först under senare 1800-tal) (dock antagligen mest för hemtextil) (damast vävdes i Väse av både yrkesmän och hemmaverkare för eget bruk ), “ull av skön glans” i Kil/Gillberga och näver i finnbygderna (det finns också många notiser kring god hemslöjd spritt över hela Värmland). Värmländsk hemslöjd har endast i begränsad utsträckning påverkats ifrån Dalarna (med undantag i de broderade Dalbyvantarna och i Älvsdalarnas bygder överlag) på grund av de stora gränsverkande öde skogspartierna  men väl influenser från söder och i Västra Värmland även från Norge.
Vävning i treskaft (det vill säga treskaftad kypert , snarare än fyrskaftad vävnad som annars kan benämnas som treskaft ) har historiskt sett använts i stor utsträckning i Värmland i både kläder och inredningstextilier , tillverkad med en speciell överbindning med trekantiga plattor  som skapar en smidig men fast kvalitet. (Bevarat material alternativt vävredskap har hittats i hela Värmland förutom i Bergslagsområdena ). Denna vävteknik är en gammal företeelse som varit välkänd i Danmark, Norge och Sverige sen senmedeltiden ). Annars var det lättast att tillverka vadmal samt randiga/rutiga tyger i enkel bindning i hemmen . Lös rosengång vävs i Värmland (som utlöparområde). I början av 1800-talet blommade konsten att väva damast och dräll upp i allmogen , som ovan nämnt specifikt i Väse.
Tryckta rosor kan anses vara speciellt värmländska , och förekommer på axel- och huvuddukar till exempel i Östervallskog. Tryckt av skuret trä som bård på oblekt grovt linnetyg.
Fäbodskulturen gynnar enklare redskap och tekniker såsom nålbindning och tvåändsstickning, som förekommer inom samma område . Kulturgränsen för fäbodar löper genom Värmland där det bara är södra delar, till exempel Värmlandsnäs som faller utanför. Nålbindning har innan dess varit vanlig i hela Sverige men endast under 1800-talet i nord- och mellansverige. Den värmländska Dalbyvanten med blomsterbroderier är välkänd. Det finns belägg för att nålbindning förekom speciellt tidigt i finnbygderna under 1500-1600-tal, då i västra och norra delarna av Värmland, samt samtida fynd från Västergötland “Åslevanten” , söder om Vänern. Stickning förekom också i hela landet (då av strumpor, mössor och vantar) fast då inte förrän 1700-tal i allmogen . Tvåändsstickning med typisk mönsterbildning genom förväxlings som är typisk för nordsverige finns också i Värmland, detta också med anknytning till intensivområdet i Selby, Norge. Dekorativa element på nålbundna Värmländska vantar från olika tidsepoker är: ålderdomlig frans “fax”, ålderdomliga kragar med rutor/romber/rundlar/kors, enstaka plagg med inslag från tidigt 1800-tal men främst med dekortrender från mitten/sent 1800-tal. 
Virkning spred sig först i borgerlig miljö med snabbt också till allmogen under 1800-talet, den främst tillverkningen var spetsar .
Broderi som förekommer i Värmland är kedjesömsbroderi med ullgarn på halskläden, i viss mån samma vita broderi på linne som i Dalarna . Stolsdynor med broderade rokokoinfluenser med influenser Norge förekommer i gränsområdena. Fritt broderi med enskilda eller blandade färger av rött blått och gult blev populärt bland allmogen med bomullens spridning . Vanligast var dessa till en början på halskläden, hänglakan etc. men också från 1800-talets slut förekommande på vardagstextilier. I Östervallskog förekom enligt utsago bara broderier på köpta kyrkhandskar , medan den Dalbyvanten är rik på broderier. Därför borde skicket ha skilt över områden och tidsepoker i Värmland.
Band som särskilt tillverkas i Värmland är trekantiga brickor med hål i mitten och hörnen .
Symaskinen fanns i Värmländska städer från 1850-tal och kom så småningom till hemmen . Bland annat började (hemma)skräddare i Dalby använda den 1871 (det kan antas vara relativt sent då Dalby sent har övergivit ålderdomliga skick i allmänhet). Det kan påpekas att Selma Lagerlöf så sent som 1870-tal låter sin karaktär Maja Råd i Hemsömmerskan avråda från symaskinstillverkning i hemmen till förmån för traditionell nålsömnad.

### Beskrivningar av klädesskick
1634–1635 beskrivs Värmland som ett område där bönderna varken är obekvämt eller torftigt klädda, där även de fattigaste bär relativt goda material i svart ull, läderkängor, nattmössor och ullvantar . 
“En allmogedräkt ej är konstant och oföränderlig, utan ständigt stadd i utveckling” . Ofta var dräkterna likartade i stora områden . 1717 sägs det dock om Värmland att "hwar sockenbonde känns igen av hans kläder"  . 1907 påpekar Wistrand liknande att det finns "skiljaktigheter av växlande art" och att varje härad har sin bestämda dräkt men med olika skick förekommande även i olika socknar på vissa håll . Detta är antagligen viktat i att de norra och västra delarna av landskapet beskriv som ålderdomliga redan då 1717 . I Älvsdalen betraktas det under mitten av 1800-talet att: ålderdomliga former finns på specifika plagg såsom rockar, att det förekommer empirstil i högtidsdräkt i vissa sockar samt att det förekommer ett äldre skick på vardagsdräkten i allmänhet. Från södra delar av Värmland med fler förbindelser finns färre plaggdelar bevarade av folklig karaktär, och det kan också antas att modedräkten haft starkare och snabbare influenser på det folkliga modet. Bergslagsområdet i sydöstra Värmland har också haft ett mer modernt och annorlunda klädskick än i andra delar.
Norska influenser, från norskboende finnar, kan återfinnas i mitten av 1800-talet i Finnbygderna - både i dam- och herrdräkt  då främst i empirstil.
I Älvsdal 1882 bar äldre och yngre män fortfarande den äldre Dalbytröjan, medan kvinnorna bar moderna moderiktiga plagg. Slutpunkten för allt lokalt präglat dräktskick i Värmland var allt som allt slutet av 1800-talet . Från 1880: “Helgdagsdrägterna … närma sig helt och hållet herremannens, och det är ganska egendomligt att se, huru den moderna snitten, om än något sent, förirrar sig till den aflägsnaste landsbygd” .

#### Färgerier och färgtrender från bouppteckningar
Värmländsk hemslöjd har ofta naturlig färger hos ull och lin som svart och vitt, förskönande genom växtfärgning i björklövsgult, granrisblått, stenmossebrunt, krapprött, jämte stänk av blått, grönt och violett . Äldre Värmländska och Dalsländska anteckningar nämner växtfärgning i rött, grönt, gult, svart, brunt och blått gjorda av alun, måra (Galium boreale) - rött, äppelbarka - rött, byttelet (berglav Lichen leorosus)- rött, löv och bär av brakved (Rhamnus frangula) - nyanser av grönt, Lycopdodium complanatum - grönt, åkervensvippor (Agriostis spica venti) och alun - grönt, björklöv - gult, brunskär (Bidens) - gult, mjölonris (Arctostaphylos officinalis) kokt i vitriol - svart, albark - svart, slipstensvärta - svart, stenmossa (Lichen saxatilist) - brunt . Indigo var en köpefärg som gav blått. 
Randiga kjolar och (kvinno-)tröjor var vanliga i hela Sverige  och i Värmland även på liv och västar. Strödda exemplar av randig kalmik finns i hela Sverige. Stickningar färgades i regel som färdigt plagg i Nordsverige, men i Värmland förekommer det tvåändstickning med färgväxlingar i naturliga ullfärger. Värmlands färger beskrivs som mer dunkla än andra landskaps, till exempel Dalarna . 1907 beskrivs historiska dräkter i Värmland som väldigt olika: stor färgrikedom mot mörka och allvarsamma, "grått kanske oftare än annars i Värmland än annars särtecknat flera av de märkligaste dräkterna"  med Östervallskogs manliga dräkt som exempel i grått naturull. 1634–1635 observerats även de fattigaste i svart ull "liksom de svenska fåren" . Det kan noteras att köpetyger har små möjligheter till egna mönsterval, till exempel i färger. 

##### Färgerier
Karlstad upprättade ett färgeri 1739  som även tryckte cattuner och casseaner. Detta färgeri hade ensamrätt utan konkurrens, vilket också framgår av de besvär som anfördes till riksdagen 1771 av Kils härads allmoge: “färgaren i Karlstad håller sitt arbete för dyrt och ej medhinner göra färdigt vad som åstundas.”
I Säffle fanns ett färgeri från 1864  (efter den nya näringsfrihet blev det tillåtet med att driva företag utanför städerna, som vid denna tidpunkt i Värmland endast bestod av Karlstad, Filipstad och Kristinehamn). Blått omnämns som en särskild använd färg, men även rött och grönt. Det kan nämnas att vid denna tid hade syntetiska färger utvecklats. Under slutet av 1800-talet var det främst omfärgning av kläder som dominerade Säfflefärgeriets verksamhet. Det är inte omöjligt att äldre kläder i andra färger blivit omfärgade i täckande blått, varpå det bevarade materialet har denna färg.
Ett färgeri i Munkfors är också omnämnt , detta skulle kunna syfta på  Blombacka färgeri. Detta hade verksamhet från 1840-tal, dock i en mycket blygsam omfattning men verksamt under flera år .

##### Nämnda färger i bouppteckningar
- Blått: V Ämtevik [50], Ransäter [51], troligtvis så även i Grums, Nor, Segerstad, Ed och Kil
- Grönt: Hagfors [52], Bogerud eller Råda[51], Ölme (förkläden 1744-1794 [53], troligtvis så även södra Värmland
- Rött: Ölme (livstycken 1744-1794) [53], troligtvis så även södra Värmland
- Randigt: Ölme (kjol 1744-1794) [53], Karlskoga (kjol slutet 1700 början 1800) [54], troligtvis så även södra Värmland
- Vitt: Ölme (strumpor 1744-1794) [53]

#### Kvinnor
Kvinnodräkter är oftast långsammare att anamma modeinfluenser innan 1800-talets senare del . Mestadels är det 1700-talets former som går igen i det bevarade dräktmaterialet med skörtlivstycken, randiga kjolar och randiga förkläden som dominerande element . Det känns delvis igen i Östervallskogsdräkten, rekonstruerad 1873 men använd till antingen 1820- eller 60-tal  .
Bouppteckning från avliden kvinna i inhysefamilj i Väse häradsrätt 1869 (familjen kan anses vara fattig men inte i behov av ekonomiskt stöd): två klänningar, två stubbar – ett slags (under)kjol  –, ett svart silkeskläde och tre andra kläden i bomull, en sjal, tre lintyg, två par kängor, ett par gamla strumpor och en duk. Det var hela garderoben. Det kan noteras att Väse inte var någon av de bygder i Värmland och Sverige, som var värst drabbade under 1860-talets nödår . Kanske går det därför att dra slutsatsen att tidigare allmogekvinnor av lägre eller medelstandard knappast ägde en större garderob än så.
Svart finklänning var under 1800-talets mitt ett populärt och praktiskt val . I samband med detta och bruket av rutiga klänningar kan det antas att “folklig modedräkt” tagits i bruk i hela landet till högtider. Detta stämmer överens med fyndet av en svart sidenbrudklänning från Västra Värmland som användes under 1860-tal . I en Värmländsk brudsärk från 1848 återfinns porslinsknappar, som då är mycket innovativa , vilket visar på hur snabbt modeinfluenser kan komma att inkorporeras i nya plagg från denna tid.

##### Kjolar
Den äldre livkjolen härstammar från medeltiden . Den har kort livstycke i annat utförande än kjoldelen och rynkad/goufferad kjol. Midjekjol å andra sidan inkommer från mitten av 1700 till större delen av landet och har ett löst livstycke samt en rynkad eller veckad kjol, förutom området under förklädet (detta bars alltid till). Randiga kjol, då tillverkad i en våd snarare än flera som enfärgade, började användas av allmogen i Sverige generellt sent 1700. Yngre livkjol är inspirerat från empir tidigt 1800-tal, tillverkad med samma tyg i liv och kjol, ofta smalrandigt och alltid med högt liv.
Livkjol användes tills sent i vissa (norra, nordvästra) delar av landskapet. Men då dräktskicket där dessa används anses vara ålderdomlig redan 1717  var det antagligen oftast midjekjolar som bars i andra delar av landskapet som kan antas ha anammat modetrender snabbare  (om och när detta skett hos allmogen i Värmland är svårt att säga). Dock finns referenser till att livkjol kan ha fortsatt användas även i Jösse under 1700-talet, samt en bevarad livkjol från Fryksdalen som visar att det har förekommit . Mestadels är det just livkjolar som är bevarade från Värmland,  då från Norra Värmland där de som sagt levt kvar längst. Det kan nämnas att det finns referenser till att även midjekjolar har använts i Dalby 1857 och Elshärad 1852, Älvsdalen samt Jösse 1863 och Nordmark 1860-tal . Det är därför inte omöjligt att de olika plaggen använts samtidigt även i andra delar av landskapet, det vill säga att dräktskicket med midjekjol och liv respektive livkjol har varit parallellt. En del av dessa livkjolar kan också ha varit inspirerade av den senare strömningen empir (till exempel ett återfunnet exemplar från Ekshärad), snarare än de äldre varianten av livkjol. I Blomskog, Nordmark har till exempel hittats en 2-delad så kallad klänning i samma material - tydligt inspirerad av empir .
Flera kjolar bars antagligen samtidigt i Östervallskog, Nordmarks härad i väster . Detta stämmer väl överens med vanor som tidigare fanns i södra Sverige och utesluter inte att bruken förekommit på andra delar i Värmland.

##### Liv
De flesta bevarade Värmländska livplaggen är av köpetyger, med säkerhet för att de var finast och ansåg mest värda att spara . En del  livstycken som finns bevarade har inte använts till folkdräkt, utan är använda av herrgårdarnas befolkning. Dock kan det noteras att allmogen ibland köpte avlagda kläder .
Livstyckena hade till en början på mitten av 1700-tal långa skört 10-15 cm skört . Skörten krympte allteftersom och fick smalare axelband och djupare halsringning. Dold eller betonad snörning finns i kvinnolivstycken från senare 1700-tal . Hakar och hyskor av metalltråd har funnits sen medeltiden, och är den vanligaste hopknäppningen under 1700- och 1800-tal. Kvinnoplagg från 1700-tal har inte knappar. Empirstilen tidigt 1800-tal introducerar midjekorta liv. Många av empirliven saknar helt varje form av knäppning utan har istället överlappande framstycken och har sannolikt hållits ihop med en stor knappnål . Knappar blir vanligare i kvinnoplaggen först på 1820-talet och är då små och halvkupiga eller flata. Svenska livstycken från 1830-, 40- och 50-talen karakteriseras av en mångfald stilar och av alla de nya tygsorter som kom in i landet och spreds med gårdfarihandlare. Allmogens ökade köpkraft medförde en större variation och det framgår i bouppteckningar att en och samma kvinna kunde ha många olika livstycken. När klänning eller blus och kjol blev det vanliga fanns livstycket kvar under kläderna och syddes då i enklare material. I mitten av 1800-talet finns flera beskrivningar av användning av skörtliv enligt äldre 1700-talsstil i Värmland:  i Östervall/Blomskog (Nordmark) (i Blomskog har det dock även återfunnits ett liv utan skört), Jösse, Ekskärad . Östervallskogsdräkten som ställs ut på Nordiska Museet 1873 innefattar ett originalliv med skört . Detta avbildats 1907, och beskrivs lik 1770-talets tröja . Denna typ är ganska vanlig i dräkter som påverkats av 1700-talets senare del. Dess snitt förekommer inte i ännu äldre kända dräkter från Sverige, Norge eller Danmark. 
Vissa liv kan ha använts som klänning (det vill säga samma tyg i liv och kjol), då under 1830-talet med fårbogsärmar . Sådana klänningar har påträffats i Blomskog.
Såldes visar bevarat material från specifikt Blomskog under tidigt/mitten av 1800-talet ett flertal olika stilar, som tyder på att historiska influenser kan ha varit blandade under samma tid, vilket kan ha gått igen i resten av landskapet.

##### Accessoarer: Förkläden, halskläden och huvudbonader
Mindre plagg för högtidsbruk är oftare av köpetyg än större eller mer vardagliga plagg .
Smala förkläden hör till äldre livkjol medan empirstilen har så breda att de nästan som nästan täcker hela kjolen . Förkläden blir så småningom smala igen under loppet av 1800-talet . En vanlig förklädestyp i slutet av 1700-talet och i början av 1800 var av linne/bomull, gärna med bomullsband i rips med tvärrandig botten med mönster av sammanställda trekanter . Vita förkläden med bård i munkabälte var en vanlig hemvävt typ för vardagsbruk i fler delar av Värmland <name ref=”Elsesekler” />. Förkläde bärs långt in på 1800-talet av alla allmogekvinnor, oftast finare till högtid men aldrig utan. Förklädestyg återanvändes, och det kan noteras flera exemplar där tyg och modell inte passar ihop tidsmässigt, till exempel från Dalby (randig kamlott 1700-talstyg, i senare 1800-talsmodell smalt med lagda veck), Jösse (gustavianskt mörktrött tryck på vit bomull senare 1700-tal, samma förklädestyp), Värmländsk förkläde med blomrandat kattun sekelskifte 1800 som tydligt är ändrat till förkläde något senare . Ett sällsynt exemplar av förkläde i ylledamast från Norwich sent 1700-tal finns från Dalby (annars används detta tyg till västar, kjolar, livstycken).
Halskläden var en viktig del av en allmogekvinnas dräkt och det var inte omöjligt att hon hade flera .
Bindmössor spred sig till större delen av landet under 1700-talet . I en akvarell från 1852 finns en kvinna avbildad med bindmössa . Av förteckningen av bevarat material nedan kan det observerats många bevarade Värmländska bindmössor, gärna i siden, men att det även finns en bevarad “hatt” (huva med nacksöm, vitt tygplagg för gifta kvinnor) av äldre snitt. Hatten till Östervallskogsdräkten beskrivs som unik, men kan liknade äldre hattskick i andra delar av Sverige I norra delar av Värmland återfinns bevarade hårnäver som även är belagt från Fryksdalen , som ibland av främst gifta kvinnor bars under andra huvudbonader. 
Blomkransar av papper har använts i hela Värmland som bruddekoration .
Handledslinningar och Dalbyvantar har noterats hos kvinnor i Dalby under mitten av 1800-tal .

###### Kjolsäckar
I (mode)kvinnodräkten återfanns kjolsäck fram till 1700-talet (då modedräkten tar upp andra detaljer såsom fickor) . Denna band runt midjan, ibland innanför kjolen och kunde nås genom kjolsprundet. I södra och mellersta Sverige har kjolsäcken oftare ett enklare utseende än de påkostade kjolväskorna med bygel som förekommer i Dalarna, Hälsingland och delar av Norrland. Dessa bars då till stor del under förklädet. Kjolsäckarna med påläggssöm hade vidare spridning, då i svart/mörkblå vadmal med applikationer i rött/grönt med markerade konturer i tenntråd, material av skinn inte ovanligt .
I Gillberga hittades en kjolsäck i Rotviken, som tagits upp i områdets bygdedräkt . I Älvdals härad använder bygdedräkten en kjolväska med ornamerad mässingsbygel efter upphittat original från Kärnåsen . Östervallskogsdräkten som rekonstruerades för Nordiska Museets utställning 1873  innefattade en kjolsäck och det fanns också beskrivet att dräkten kunde bäras med två kjolsäckar samtidig, en på var sida , samt med nyckelkrok av mässing.

##### Ytterplagg
(Kvinno)tröjan var utvecklad som allmänt finplagg . Som ytterplagg används i allmänhet oftast tröjor . Tröjor brukar likna passande livstycken (de varierar generellt i längd) de flesta har släta smala ärmar, fram tills att influenser från fårbogsärmar i modedräkten uppkommer på 1830-talet. Mörkt färgade vadmalströjor återfinns i de Värmländska områden där det finns bevarade material . Tröjor med stickade ärmar, såsom förekommer i bland annat Dalarna och Hälsingland, har inte påträffats i Värmland. Från 1727 fick inte tjänstepigor och diverse hustrur (till exempel soldat och båtsmans) i hela landet  bära andra tröjor än av ull eller redgarn, med undantag av tyg de själva eller andra inom landet tillverkat . Liksom andra överflödsförordningen tyder detta på att undantag har skett innan denna tidpunkt.
Även yllesjalar var vanligt (från och med tidigt 1800-tal) samt slängkappa enligt ålderdomligt drag  - det finns en bevarad kort vadmalskappa från Jösse vars bruk antagligen var begränsad redan under 1800-tal , möjligtvis med inslag från Norge . Från Brunskog finns en skräddad empirkappa med ärmar från 1820-tal . Det är ett exempel på hur folkligt mode snabbt kan anamma modedräkten, men kan säkert ha burits längre än vad som anses vara moderiktigt.
Även ytterkläder av skinn vanligt i Sverige i allmänhet . Som ovan nämnt finns det ett exemplar från Fryksdalen av kvinnotröja i skinn bevarat  samt från Ekshärad. Då Fryksdalen ligger på väster sida om Klarälven, längre bort från Dalarna som har flera bevarade exemplar , med Ekshärad mellan sig, kan detta styrka bruket av liknande skinntröjor i en större region.

##### Underkläder särkar
I västra Värmland har särkarna inga halsspjäll, utan en oval halsringning istället . De flesta har halskant och då är det veckat eller rynkat i grupper runt halsen. De som inte har halskant är släta i halsen och på en kraftig kvinna kommer en sådan särk att få ärmisättningssömmen långt ner mot armbågen. Ärmarna är ganska vida (jämfört med de i norra Värmland) och är rynkade mot en broderad ärmlinning. Broderi även på axlarna. Oftast vitt. Ibland blått. Norra Värmlands särkar har smalare ärmar, halsspjäll, halskant, rynkor nertill på ärmarna och oftast broderier vid halssprund, på axlar och ärmlinningar ibland med rött, oftast mest vitt. Nästan alltid av linne. Dalby skiljer sig en del och har bomull i särköverdelar, kragar, vidare ärmar, samt en särk med volangliknande avslutning nertill. Blomskogs särk är också ett undantag med sin ärmavslutning. Den är rakt avslutad, inga rynkor eller linning, men har ett hålsömsbroderi.  Förr arbetade man alltid efter vävbredden. Man vävde inte en bredd för var person i huset, utan satte i så fall en skarvsöm på vänster sida av kroppen på kvinnornas plagg, enligt bevis från bevarat flickplagg från Norra Ny. Kvinnornas särkar når ner på vaden och hade alltid en materialskarv ungefär i midjehöjd med fint linne upptill och grovt blaggarn nertill. Enda undantaget finns nu i Östervallskog, där det är helsärk utan materialskarv, som inte är en bevarad särk utan uppsydd 1873. Dock påpekas det att linnesärkar även i Östervallskog också alltid har en materialdelning .

#### Män

##### Byxor
De äldsta knäbyxor var lågt skurna fram, medan empirstil (modedräkt tidigt 1800-tal) hade högt skurna byxor. Lucka fram förekom från mitten av 1700-tal och mittgylf uppstår under mitten av 1800-talet. Alla byxor var smala, både knäkorta och hellånga, de blev vida först när det blev modernt på slutet av 1800-talet . Det blev modernt bland allmoge under 1700-talets slut med klädning det vill säga samma tyg i byxa och tröja.
1923 anses att “ett gemensamt plagg för alla våra värmländska sockendräkter äro de sämskade skinnbyxorna. Och av dylika plagg finnas så pass många original, att någon försyndelse knappast kunde befaras. Så är dock fallet. Först och främst få icke de kupiga, släta byxknapparna användas. Dessa äro ett importgods från Dalarne och prackades på våra förföräldrar av vandrande dalamän och gå under namnet "Gustavsknappar"” . Vadmal är ofta ett använt material, och beskrivet från Nordmark under mitten av 1800-talet . Snittet torde följa resten av den refererade modetendensen.
En intressant klädbeskrivning från Norra Finnskoga beskriver långbyxor enligt empir (under 1850-tal), då antagligen importerat från norska finnbygder . Denna beskrivning går dock inte igen i andra platser i Värmland.

##### Västar
De flesta bevarade Värmländska västplaggen är av köpetyger, med säkerhet för att de var finast och ansåg mest värda att spara . En del västar som finns bevarade har inte använts till folkdräkt, utan är använda av herrgårdarnas befolkning. Dock kan det noteras att allmogen ibland köpte avlagda kläder .
Mansvästarna har i tur och ordning blivit influerade av medeltida koltar, soldatrockar eller empimode . Den folkliga västen följde modedräkten nära i snitt men tillverkades i andra material . Under 1700-talet syddes den i huvudsak av vadmal och hemvävda halvylletyger men för storbönder kunde kläde och schagg, ett grovt sammetstyg, också förekomma. Siden var under 1700-talet förbjudet för allmogen i enlighet med statens överflödsförordningar. För högtidsbruk och framför allt i brudgumsvästarna förekom mot sekelslutet 1800 en hel del köpetyger i form av finare utländska kamgarnskvaliteter som barkan, kalmink, taborett och ylledamast. Efter att rock/tröja blivit standard i högtidsdräkt under mitt/sent 1800-tal kom baksidan ofta att vara av annat material än framsidan . Från 1800-tal kan det förekomma slag och krage, sömmarna i axel och sida har i samband med detta flyttats fram. Från 1700-talet kan knappar komma att användas, med ögla på baksidan . Västen fick bära de tydligaste modeskiftningarna och ge mannen en möjlighet att visa upp färger och mönster när ytterplaggen blev mer slätstrukna (det vill säga under 1800-talet). Bland folkdräktsvästarna finns uppgifter om att tyget är vävt av den blivande hustrun. Ett försök att spåra de tidigaste empirvästarna i Nordiska museets samlingar har gjorts med slutsatsen att mottagligheten och spridningen överlag redan från början varit stor.
Enkelknäppta rokokovästar från 1770-1790 med skört finns bevarade från Värmland , mycket lika anda bevarade västar från andra landskap. Också ett senare exemplar från Gräsmark enligt empirstil, ev köpt på auktion. Det finns ett flertal västar från 1800-tal med skört (bland annat i Nordmark och Jösse) .

##### Accessoarer såsom huvudplagg
Av mössor är kilmössa från 1600-talet äldst , ofta använt av äldre pojkar. Dubbelstickade mössor är också vanliga, och skärmmössor från 1820-tal. Äldst variant av hattar har låg kulle med vitt brätte. Den levde länge hos allmogen. 1700 var mycket breda brätten, uppvikta till synes trekant populära. Från 1760 förekommer så kallad kyrkhatt hög cylinder med smalt brätte.
Beskrivet hattskick från Värmland visar att många huvudbonader snabbt tagits i bruk, i alla fall under 1700-talet i södra Värmland, och under 1800-talet i norra: i Hammarö 1760-tal hög kyrkhatt , i Norra Ny hög hatt under 1850-tal, i Dalby 1860-tal skinn- och vadmalsmössa med skärm . Den äldre kilmössan finns också omnämnt så sent som 1860-tal i Nordmark. Denna mössa kallad “trindmössa” anses ha varit ett genomgående plagg med undantag för Arvikatrakten . Det förekommer också varmare alternativ för vintern: storluva Nordmark 1860-tal, yrvädershätta röd vadmal Dalby 1860-tal.
Halskläden, hängslen och förskinn är inte uteslutna inslag beroende på refererad modetendens i lokala dräktskicket .
Dalbyvantar har burits i norra Värmland .

##### Ytterplagg
Manströjor förekommer i olika längder . Det mest prestigefyllda plagget hos männen var långrocken . Äldre rockar är långa med kilar och släta ärmar . I slutet av 1600-talet anammas i soldatmodet en ny uniform, så kallad justaucorps-modell, som blev mycket vanlig hos allmogen. Denna kallas långrock. Empirmodet från tidigt 1800-tal innebär ett kort liv med långa skört. Senare 1800-talets mode innebär länge tröjor med dubbelknäppning och kapprock, så kallad kuskkappa. Från 1700-talet kan knappar komma att användas, med ögla på baksidan . Det är endast i Bergslagsområdena som skräderitekniken är mer utvecklad med delat ryggstycke och öppet skört . Ett exempel på rock från Jösse 1850-tal har hel ryggspegel, 4 skörtkil, i svart vadmal/kläde.
Korta midjejackor har funnits i Värmland  och burits parallellt med längre plagg, bland annat “ärmväst” från Dalby (beskriven 1857) i svart/mörkblått tunt vadmal eller kläde med låg ståndkrage, häktning, skört med två veck, sprund bak, mittsöm i ryggen. Snittet är därmed yngre än de medeltida plaggsnitten från samma region. Denna ärmväst likar jackor från Jösse (1700-tal samt 1840-tal).
En modeform i Finnskoga 1857 från Norska finnar, är empirfrackinspirerad med mässingsknappar . Liknande håller Norra Ny fast vid empirockar under mitten av 1800-talet.
Inlagda färgade tyglister och andra dekorationer verkar ha skilt mellan de olika häraderna och socknarna . Dalbytröjan kan ha en röd tyglapp i axelsömmen, det så kallade betroendemärket som antas ha visat att bäraren var en självägande bonde.

I Dalby har även noterats att män under mitten av 1800-talet bar fårskinnspäls med midja och skört, samt stickade tröjor över lärftskjorta under vintern .
Värmland har två intressanta äldre plaggtyper av längre jackor använts länge, med belägg i de norra och västra delarna : 
- Dalbytröjan, beskriven under mitten av 1800-tal, troligtvis även använd i Fryksdals härad (1804) med vissa modifikationer samt i Ekshärad (1857) med mer dekoration. Nyare fynd har också gjorts i Nordmark. Den har hel ryggspegel och skört med kil, i sösvart vadmal, knälång med hakar till midjan, ståkrage, linning på ärmslut i rött kläde, blå eller röd tyglist på krage ner till midja samt röda tygremsor i axel-, ärm- och halssömmar. Denna plaggtyp är äldre än senmedeltid. I grannsocknar kring Dalby har nyare plaggtyper använts parallellt under 1800-talets mitt.
- Ökerock, med snitt med ursprung i senmedeltida plagg med hel ryggspegel utan midjesöm, i gråbrun vadmal, i Nordmark Östervallskog, fram till mitten av 1800-tal.

##### Underkläder skjortor
Bevarade skjortor har krage, sprund fram, veckat eller rynkat nertill på ärmarna, samt ärmlinningar . De är i stort sett lika i hela landskapet. I Värmland har skjortorna alltid halsspjäll och rynkor runt halsen. Materialet i skjortorna är oftast linne men det finns bomullsskjortor också (exempel bevarad brudgumsskjorta i Ekshärad). Männens skjortor räckte i stort sett ner till knäna och hade sprund i sidorna. Skjortans främre del fördes bakåt mellan benen och den bakre delen drogs framåt därefter. De skjortor som har höga kragar och breda ärmlinningar är ofta av 1800-talstyp .
Bussarong användes i norra Sverige som heldagsplagg men knappast i Värmland, dock var det ett vanligt vardagsplagg i hela Sverige .

##### Bergsmansdräkten
Bergsmansdräkten , som inte är en allmogedräkt men som är intressant klädesuttryck för regionen, användes av “gubbarna ännu in på senare delen av 1800-talet” (den sista i Fäbo 1883). Ett beskrivet exemplar användes i Färnebo härad 1856 av en brudgum: Långrock i svart med enkelt häktad ståndkrage och trådgarnering. Väst av siden i långrandigt eller rosigt tyg. Två rader fina knappar, möjligtvis pärlemor, och med ståndkrage. Skjorta av blaggarn med finare linne till helg samt nedvikt krage och slag nästan som senare rockar. Byxor av gula sämskskinn eller berett svart skinn, med slejfar och silverspännen under senare tid, byxband som inte använd på senare tiden men med ett bevarat från exemplar tillverkat 1771 i gult utan tofs. Avigt och rätt stickade strumpor i grå ull, alltid svarta skor vändsydda eller becksömskor, silkeskläde och fadersmördare runt halsen. Becksvart hatt liknande morahattarna av trind stomme med avsmalande topp och flat upptill.
En kvinnlig dräkt är inte beskriven i helhet men kortfattat som en svart kjol, inte av siden, med sjal för kyrkan, och till högtid finns ett exemplar av klänning med slätt liv och starkt rynkad åtsittande kjol.

#### Strumpor för både män och kvinnor
Männens strumpor är av naturvitt ylle i hela Värmland med undantag för bevarade plagg från Norra Ny, Ekshärad och Dalby [se bevarade plagg nedan] . Kvinnorna har naturvita yllestrumpor till de flesta bevarade dräktskick, men i Ekshärad och Norra Ny är strumporna svarta och 2-ändstickade med röda ”löver”. Dalby och Norra Finnskoga har svarta vanligt stickade strumpor utan dekoration. Alla strumpor når upp på eller över knäet. Förr existerade inte resår, så strumporna hålls uppe med strumpeband, som lindas två varv runt benet under knät och av den undre delen viks det nerifrån upp under bandet till en ögla. Knytningen är lika för män och kvinnor. Männens strumpeband ska sitta runt strumpan och följaktligen under byxans nederkant. 
Även blå strumport nämns .
Långt fram på 1800-talet var det vanligt i Sverige med strumpor i vadmal eller linnetyg . Till vardags nålbundna eller av vadmal alternativ lärft.

### Förteckning över bevarat material
Bevarade material från centrala delarna av Värmland är många gånger ofullständigt . I vissa socknar finns det inte tillräckligt med bevarat material då dräktskicket upplöstes kanske redan under 1700-talet eller tidigare .
Nordiska museet har 1973 av folkliga dräktdelar från Värmland: 212 plagg från Älvsdals härad, 189 från Nordmark, 88 från Fryksdal, 90 från Jösse, 54 från Gillberga, Kil, Nyeds, Väse, Färnebo och Visums härader, 0 från Ölme samt fullständig mans och kvinnodräkt från Karlskoga bergslag .
Värmlands museum har 1973: 
- Cirka 300 folkliga dräktdelar från olika härader [21], till största del halskläden (cirka 120 stycken, de flesta i siden, många märkta med Casparsson och Schmidt, Stockholm respektive Almgrens sidenfabrik [36]) (även av maskintryckt bomull, som var populärt innan sidenet där två är tryckta i Klässbol 1830-70 respektive sent 1800-tal), huvudbonader (till exempel hattar i linne och nätknytning från Eda, många bindmössor från södra Värmland i siden samt tryckt bomull  och tillbehör (till exempel cirka 40 förkläden av tryckt bomull, tuskaftade bomull med tryckta bårder, rosengårdsbårder från Långserud, rött ylle med bårder, vitt med bård i munkabälte, köpetyg i bomull med tryckt mönster i rött [36]). Museet har bland annat även 13 mansskjortor från Köla, skurna på gammalt vis, samt nålbundna vantar från norra Värmland och 4 hårnäver från Norra Ny [36]. De ställer även ut Norra Ny dräkter i privat ägo.
- Cirka 400 textilier [42]
- Cirka 3000 tygprover: [42] av Värmländsk behovsslöjd såsom mattor, bolstervar, klänningstyger, gardiner etc, insamlade till stor del runt 1930 från södra och västra Värmland.

Först efter 1929 i samband med museibyggnadens uppförande blev museets insamlade av textil mer än sporadisk . Mycket av museets övriga dräktmaterial kommer från borgerligt mode .
På gården Ögårn i Dusserud i Västra Värmland (bevarad allmogegård från mitten av 1800-talet, antagligen med ganska hög standard) finns efter Maja Stina Aronsson (död 1957, men antagligen född kort efter 1860-tal) : Moderns brudklänning 1860-tal i svart siden av enkel modell med rynkad kjol, lagda veck fram, avskuren i midjan samt knäppning bak med hyskor - antagligen buren med vita detaljer såsom manschetter. 2 underkjolar: vitt linne med spets och veck nedtill, så kallat viktoriatyg, bomullskypert i grön bomullstyg med volang nedtill. 3 förkläden: 2 vita i bomull varav ena med spets nederkant, oblekt linne med vävda blå ränder ner. Sjalar och huvuddukar: bland annat siden damast m bladmönster samt lång frans i rutig rött orange gult mot blå svart botten, 2 mönstervävda grått resp svart, en slät med lila kantbårder och frans. 2 yllesjalar: lila/blå med broderi och applikation, brun i vävda blomrankor. Enklare huvuddukar rutade hemvävda i rött och vitt.

#### Listade kjolar
- Blomskog: Kjol med livstycke samt kjol och tröja av samma randiga material. Veckade.
- Östervallskog: flera olika randiga (uppsydda 1873 för Nordiska Museet efter ha varit ur mode i flera decennier), veckade.
- Jösse härad: Sista exemplaret uppeldad på 1930-talet men beskriven
- Ekshärad: Midjekjolar av rask funna på 1980-talet med finsidan inåt (antagligen omsydda), två bevarade livkjolar: båda svart kjol med oblekt knappt synlig linvarp (med liv av bomull), ett förlorat svart livkjol i köpetyg och munkabältsvävt tyg i livet, livkjol i tunt lin och redgarn röd-, grön-, rosaskimrande med grön kantning i hars och ärmhål (på Nordiska museet)
- Norra ny: flera goffrerade livkjolar, samtliga av ull med nästan oblekt oblekt linvarp och randiga/olika köpetygsliv.
- Dalby: Äldre livkjol av grönt ylle med brunt liv som varit brudkjol 1851, en av grönt yll med beigebrun varp som varit brudkjol 1858, en av plommonfärgat tunt helylle på Värmlands Museum, 2 kjolar på Nordiska museet. Samtliga veckade.

#### Listade byxor
- Blomskogs och Östervallskogs skinnbyxor: uppsydda för att skänkas till Nordiska Museet 1873.
- Jösse härad: skinnbyxor
- Fryksände: ett par
- Ekshärad: 2 par skinnbyxor, samt ett par på Värmlands Museum. Även ett par pojkbyxor på Nordiska Museet.
- Norra Ny: minst 2 par skinnbyxor.
- Dalby: några par skinnbyxor, några par bruna vadmalsbyxor (dock från sista delen av 1800-talet)
- Norra Finnskoga: ett par skinnbyxor

#### Listade liv och västar
- Blomskog: inget bevarat kvinnodräktslivstycke, bevarad röd väst(ar) av köpetyg.
- Nordmarks härad: grönt liv.
- Östervallskogs: flera bevarade livstycken - två helröda av barkan, samt ett kalminksrandat, finns på Nordiska Museet. Till männen finns en röd väst, uppsydd 1873 för att skänkas till Nordiska Museet. Flera rödvita damastlivstycken bevarade.
- Jösse härad: minst 20 livstycken bevarade, de flesta från Eda och Köla. Flera av blå broscherad damast, ett av likadan dokumenterad damast fast röd som brann upp när Såguddens Museum brann, även rött barkanlivstycke och randigt livstycke, samt många livstycken (som är svåra att kopiera på grund av bristande material). Det finns flera västar bevarade, (men de flesta har besvärliga tyger att få tag på förutom ett rött).
- Brunskog: flera livstycken bevarade, en väst med snörmakeribesättning (som används till mansdräkten, bevarad på hembygdsgården).
- Fryksände: ett bevarat kattunslivstycke, även två västar och ett livstycke bevarade för män (med tillgängliga tyger), bevarad röd väst(ar) av köpetyg.
- Ekshärad: tolv livstycken bevarade - två av röd vadmal, ett av röd barkan, ett av tuppamönstrat tyg, ett kalminksrandat, samt två av röd rask. I i Ekshärad användes livkjol och när kvinnan gifte sig tog hon ett livstycke utanpå livkjolen för att visa sin hustruvärdighet. Röd barkanväst, en röd vadmalsväst, samt en finare väst med invävt blommönster.
- Norra Ny: Kvinnorna i Norra Ny använde inte livstycke. Gott om västar bevarade: röda vadmalsvästar med vit eller svart vadmalsrygg eller med linnerygg, röd mönstrad kattunsväst.
- Dalby: Här använde inte kvinnorna livstycke. Ingen riktigt bra väst bevarad (en svart väst sent 1800-tal), däremot flera ärmvästar.
- Glava: rött barkanlivstycke.

Dessutom finns två livstycken i Silbodal, tre inom Nordmarks härad, ett i Karlanda, ett i Västra Fågelvik, ett i Skillingmark, ett i Lysvik och två i Fryksände. 

#### Listade strumpor
Flera strumpor finns bevarade i dessa tre socknar. Ekshärad (vita i bomull med inlagda röda ”löver”), Norra Ny (också med röda ”löver”) och Dalby (enbart vita med mönsterstickade) där man använt 2-ändstickning snarare än vanlig stickning som var vanlig i de södra delarna. 